# Nagy-Britannia a 2008. évi nyári olimpiai játékokon
Nagy-Britannia és Észak-Írország a kínai Pekingben megrendezett 2008. évi nyári olimpiai játékok egyik részt vevő nemzete volt. Az országot az olimpián 23 sportágban 311 sportoló képviselte, akik összesen 48 érmet szereztek.
Az országot 1896 óta minden olimpián képviselte versenyző. Az Egyesült Királyságot hivatalosan a Brit Olimpiai Szövetség (BOA), és a hivatalosan Nagy-Britannia csapata (Team GB) néven ismert válogatott versenyzők képviselik az olimpiákon. Az 547 fős küldöttségben 311 versenyző (168 férfi/143 nő) és 236 hivatalos személy volt. Nagy-Britannia volt a következő, Londonban megrendezett 2012. évi nyári olimpiai játékok házigazdája.
Észak-Írország versenyzői – akik az ír alkotmány 1999 előtt érvényben lévő 2. szakasza alapján Írország állampolgárai is – választhattak, hogy melyik nemzet színeiben indulnak. Ezen kívül Nagy-Britannia több tengeren túli területe is saját csapattal indult a játékokon.
Az elért érmek tekintetében Nagy-Britannia az 1908. évi nyári olimpiai játékokon szerzett legtöbb után ekkor a második legjobb teljesítményt nyújtotta, azonban ezt utána felülmúlta a 4 évvel későbbi hazai rendezésű olimpián elért eredmény.

## Célok
2008 júniusában a UK Sport, amely az elitsport támogatása érdekében a Nemzeti Lottótársaságot is üzemelteti, megjelentette a játékokra szóló várakozásait. Ők 41 érmet vártak, melyből reményeik szerint 35-öt meg is szereznek a sportolók. Ezek között 10-12 várt aranyérem szerepel.
| Sport              | Cél   | Tény |
| ------------------ | ----- | ---- |
| Atlétika           | 5     | 4    |
| Evezés             | 4     | 6    |
| Íjászat            | 2     | 0    |
| Judo               | 2     | 0    |
| Kajak-kenu         | 2     | 3    |
| Kerékpározás       | 6     | 14   |
| #Lovaglás\Lovaglás | 3     | 2    |
| Lövészet           | 2     | 0    |
| Modern öttusa      | 1     | 1    |
| Műugrás            | 1     | 0    |
| Ökölvívás          | 2     | 3    |
| Taekwondo          | 1     | 1    |
| Tollaslabda        | 1     | 0    |
| Torna              | 1     | 1    |
| Triatlon           | 1     | 0    |
| Úszás              | 3     | 6    |
| Vitorlázás         | 4     | 6    |
| Összesen           | 41    | 47   |
| Aranyérmek         | 10-12 | 18   |

Megjegyzések
- A brit csapat Paul Goodisonnak a lézer osztályban elért első helyével megnyerte a nemzet 13. győzelmét, s ezzel augusztus 19-én elérte a kitűzött aranyérem-mennyiséget.[8]
- Mikor augusztus 19-én Victoria Pendleton megnyerte a női sprintet, s ezzel megszerezte a kerékpár sportban a britek 12. érmét, ezzel elérték a kitűzött éremmennyiség kétszeresét.[9] Nem sokkal ezt követően begyűjtötték a szintén garantált arany és ezüst érmet a férfiak sprint versenyszámában. Ezeket Chris Hoy és Jason Kenny szerezte meg.[10]
- **Olyan dokumentumokat találtak, melyek arra utalnak, hogy He Kexin és Yang Yilin kínai versenyzők a versenykor csak 14 évesek voltak, s így a megengedett kornál fiatalabbak. Ezt követően a NOB úgy döntött, megvitatja a kérdést. Így Beth Tweddle elméletileg felemás korlátban még megszerezheti az ezüstérmet is.[11][12][13][14]

## Érmesek
| Érem  | Versenyző | Sportág      | Versenyszám                    |
| ----- | --- | ------------ | ------------------------------ |
| Arany | Christine Ohuruogu | Atlétika     | Női 400 m                      |
| Arany | Zac Purchase Mark Hunter | Evezés       | Férfi könnyűsúlyú kétpárevezős |
| Arany | Tom James Pete Reed Andrew Triggs-Hodge Steve Williams                                                                           | Evezés       | Férfi kormányos nélküli négyes |
| Arany | Tim Brabants | Kajak-kenu   | Férfi kajak egyes 1000 m       |
| Arany | Nicole Cooke | Kerékpározás | Női mezőnyverseny              |
| Arany | Chris Hoy Jason Kenny Jamie Staff                                                                                                | Kerékpározás | Férfi csapatsprint             |
| Arany | Chris Hoy | Kerékpározás | Férfi egyéni sprint            |
| Arany | Chris Hoy | Kerékpározás | Férfi keirin                   |
| Arany | Ed Clancy Paul Manning Geraint Thomas Bradley Wiggins                                                                            | Kerékpározás | Férfi csapat üldözőverseny     |
| Arany | Bradley Wiggins | Kerékpározás | Férfi egyéni üldözőverseny     |
| Arany | Victoria Pendleton | Kerékpározás | Női egyéni sprint              |
| Arany | Rebecca Romero | Kerékpározás | Női egyéni üldözőverseny       |
| Arany | James DeGale | Ökölvívás    | Középsúly                      |
| Arany | Rebecca Adlington | Úszás        | Női 400 m gyors                |
| Arany | Rebecca Adlington | Úszás        | Női 800 m gyors                |
| Arany | Paul Goodison | Vitorlázás   | Férfi laser                    |
| Arany | Iain Percy Andrew Simpson | Vitorlázás   | Férfi csillaghajó              |
| Arany | Sarah Ayton Sarah Webb Pippa Wilson                                                                                              | Vitorlázás   | Női yngling                    |
| Arany | Ben Ainslie | Vitorlázás   | Finn dingi                     |
| Ezüst | Phillips Idowu | Atlétika     | Férfi hármasugrás              |
| Ezüst | Germaine Mason | Atlétika     | Férfi magasugrás               |
| Ezüst | Richard Egington Alastair Heathcote Matthew Langridge Tom Lucy Alex Partridge Colin Smith Tom Stallard Josh West Acer Nethercott | Evezés       | Férfi nyolcas                  |
| Ezüst | Debbie Flood Katherine Grainger Frances Houghton Annie Vernon                                                                    | Evezés       | Női négypárevezős              |
| Ezüst | David Florence | Kajak-kenu   | Férfi szlalom kenu egyes       |
| Ezüst | Emma Pooley | Kerékpározás | Női egyéni időfutam            |
| Ezüst | Jason Kenny | Kerékpározás | Férfi egyéni sprint            |
| Ezüst | Ross Edgar | Kerékpározás | Férfi keirin                   |
| Ezüst | Wendy Houvenaghel | Kerékpározás | Női egyéni üldözőverseny       |
| Ezüst | Heather Fell | Öttusa       | Női egyéni                     |
| Ezüst | David Davies | Úszás        | Férfi 10 km nyílt vízi         |
| Ezüst | Keri-Anne Payne | Úszás        | Női 10 km nyílt vízi           |
| Ezüst | Joe Glanfield Nick Rogers | Vitorlázás   | Férfi 470-es osztály           |
| Bronz | Andrew Steele Rob Tobin Michael Bingham Martyn Rooney                                                                            | Atlétika     | Férfi 4 × 400 m váltó          |
| Bronz | Tasha Danvers | Atlétika     | Női 400 m gát                  |
| Bronz | Stephen Rowbotham Matthew Wells                                                                                                  | Evezés       | Férfi kétpárevezős             |
| Bronz | Anna Bebington Elise Laverick | Evezés       | Női kétpárevezős               |
| Bronz | Tim Brabants | Kajak-kenu   | Férfi kajak egyes 500 m        |
| Bronz | Steven Burke | Kerékpározás | Férfi egyéni üldözőverseny     |
| Bronz | Chris Newton | Kerékpározás | Férfi pontverseny              |
| Bronz | Kristina Cook | Lovaglás     | Lovastusa, egyéni              |
| Bronz | Kristina Cook Daisy Dick William Fox-Pitt Sharon Hunt Mary King                                                                  | Lovaglás     | Lovastusa, csapat              |
| Bronz | Tony Jeffries | Ökölvívás    | Félnehézsúly                   |
| Bronz | David Price | Ökölvívás    | Szupernehézsúly                |
| Bronz | Sarah Stevenson | Taekwondo    | Női nehézsúly                  |
| Bronz | Louis Smith | Torna        | Férfi lólengés                 |
| Bronz | Joanne Jackson | Úszás        | Női 400 m gyors                |
| Bronz | Cassandra Pattea | Úszás        | Női 10 km nyílt vízi           |
| Bronz | Bryony Shaw | Vitorlázás   | Női szörfvitorlázás            |

Megjegyzések
- Nicole Cooke győzelme a nők utcai számában 1972 óta Wales első olimpiai érmét jelenti.[15]
- Rebecca Adlington 400 m gyors úszásban elért első helye Nagy-Britannia első úszásban elért olimpiai címe 1988, és az első női aranyérme 1960 óta. A 800 méteres gyors úszáson megszerzett második érme azt jelenti, hogy ő a legjobban teljesítő brit sportoló nő, és ezzel a britek közül az elmúlt 100 évben a legjobb eredményt érte el.[16]
- Tina Cook az első brit a 2008-as olimpián, aki több érmet is szerzett.
- Rebecca Adlington 800 m gyors úszásban elért sikerével ő lett az első brit nő, akinek több olimpiai aranyérme van.[17]
- Chris Hoy kerékpározó Skócia legsikeresebb versenyzője,[18] és Henry Taylor 1908-as szereplése óta az első brit, aki egy olimpián három aranyérmet nyer.[10]
- Ben Ainslie azzal, hogy finn dingi versenyszámban megszerezte harmadik olimpiai aranyérmét, és Atlantában ezüstérmes lett, ezzel minden idők legeredményesebb brit vitorlázója.[19]
- Zac Purchase és Mark Hunter volt Nagy-Britannia első olyan könnyűsúlyú kétpárevezős csapata, mely ebben a számban olimpiai érmet tudott szerezni az országnak.[20]
- Rebecca Romero kerékpáros az első brit nő, és 1908 óta az első brit, aki két különböző nyári olimpiai sportágban nyert érmet. Ez előtt a 2004-es olimpián négypárevezős számban szerezte meg. Ezzel minden idők második olyan női versenyzője, aki két eltérő számban szerzett olimpiai érmet.[21]
- Louis Smith lólengésben elért harmadik helyezésével Walter Tysall 1908-as eredménye után ő lett az első egyéni brit sportoló, aki tornában érmet szerzett.[22]
- A brit úszók augusztus 21-éig megszerezték a kitűzött érmek kétszeresét. Ennek a beállításához David Davies 10 km-es maratoni úszószámban megszerzett ezüstérme kellett.[23]
- †A brit csapat augusztus 22-én megszerezte a kitűzött megnyerendő érmeket. Ekkor összesen 41 kiosztott (a három, már biztosra vehető, ökölvívásban odaítélendő három éremmel együtt 44). Ehhez Tim Barbantsnak a K1- 1000 méteres számában megszerzett aranyérme kellett még.[24] Azonban meg kell jegyezni, hogy a célként kitűzött és a valóságban megszerzett érmek összetétele nem egyezik meg.
- David Price ólomsúlyú és Tony Jeffries pehelysúlyú ökölvívó is megszerezte saját számában a bronzérmet. Az elődöntő menetei után bizonyos, hogy a középsúlyban versenyző James DeGale súlycsoportjában legalább ezüstérmet nyer. Végén ez arany lett 1972. után ez az első olimpia, hogy Nagy-Britannia egynél több egyéni érmet szerzett az olimpián. Mivel DeGale-nek sikerült megszereznie az aranyérmet, 1956-tól kezdve ez a legjobb eredménye az országnak.[25][26][27]
- Sarah Stevenson a brit csapat első taekwondo érmét szerezte meg az olimpiák történetében. Ez a női 67 kg-os súlycsoport bronzérme lett.

## Atlétika
A következő atlétákat választották be a brit csapatba:
Férfi
| Versenyző                                                      | Versenyszám     | Előfutam      | Előfutam      | Előfutam      | Negyeddöntő | Negyeddöntő | Negyeddöntő | Elődöntő | Elődöntő | Elődöntő | Döntő   | Döntő    |
| Versenyző                                                      | Versenyszám     | Idő           | Hely.         | Össz.         | Idő         | Hely.       | Össz.       | Idő      | Hely.    | Össz.    | Idő     | Helyezés |
| -------------------------------------------------------------- | --------------- | ------------- | ------------- | ------------- | ----------- | ----------- | ----------- | -------- | -------- | -------- | ------- | -------- |
| Tyrone Edgar                                                   | 100 m           | 10,13         | 1.            | 1.            | 10,10       | 3.          | 12.         | 10,18    | 7.       | 14.*     | kiesett | kiesett  |
| Craig Pickering                                                | 100 m           | 10,21         | 3.            | 6.            | 10,18       | 5.          | 17.         | kiesett  | kiesett  | kiesett  | kiesett | kiesett  |
| Simeon Williamson                                              | 100 m           | 10,42         | 3.            | 36.           | 10,32       | 4.          | 28.*        | kiesett  | kiesett  | kiesett  | kiesett | kiesett  |
| Marlon Devonish                                                | 200 m           | 20,49         | 1.            | 4.            | 20,43       | 4.          | 12.*        | 20,57    | 7.       | 13.      | kiesett | kiesett  |
| Christian Malcolm                                              | 200 m           | 20,42         | 2.            | 2.            | 20,30       | 4.          | 6.          | 20,25    | 4.       | 7.*      | 20,40   | 5.       |
| Alex Nelson                                                    | 200 m           | nem indult el | nem indult el | nem indult el | kiesett     | kiesett     | kiesett     | kiesett  | kiesett  | kiesett  | kiesett | kiesett  |
| Martyn Rooney                                                  | 400 m           | 45,00         | 1.            | 7.            |             |             |             | 44,60    | 2.       | 4.       | 45,12   | 6.       |
| Andrew Steele                                                  | 400 m           | 44,94         | 1.            | 5.            |             |             |             | 45,59    | 8.       | 22.      | kiesett | kiesett  |
| Michael Rimmer                                                 | 800 m           | 1:47,61       | 1.            | 32.           |             |             |             | 1:48,07  | 6.       | 22.      | kiesett | kiesett  |
| Andy Baddeley                                                  | 1500 m          | 3:36,47       | 3.            | 13.           |             |             |             | 3:37,47  | 2.       | 4.**     | 3:35,37 | 8.       |
| Tom Lancashire                                                 | 1500 m          | 3:43,40       | 7.            | 36.           |             |             |             | kiesett  | kiesett  | kiesett  | kiesett | kiesett  |
| Mo Farah                                                       | 5000 m          | 13:50,95      | 6.            | 24.           |             |             |             |          |          |          | kiesett | kiesett  |
| Allan Scott                                                    | 110 m gát       | 13,56         | 3.            | 15.*          | 13,66       | 6.          | 22.*        | kiesett  | kiesett  | kiesett  | kiesett | kiesett  |
| Andy Turner                                                    | 110 m gát       | 13,56         | 2.            | 15.*          | 13,53       | 5.          | 17.         | kiesett  | kiesett  | kiesett  | kiesett | kiesett  |
| Andrew Lemoncello                                              | 3000 m akadály  | 8:36,06       | 10.           | 28.           |             |             |             |          |          |          | kiesett | kiesett  |
| Dan Robinson                                                   | Maraton         |               |               |               |             |             |             |          |          |          | 2:16:24 | 24.      |
| Simeon Williamson Tyrone Edgar Marlon Devonish Craig Pickering | 4 × 100 m váltó | kizárták      | kizárták      | kizárták      |             |             |             |          |          |          | kiesett | kiesett  |
| Andrew Steele Rob Tobin Michael Bingham Martyn Rooney          | 4 × 400 m váltó | 2:59,33       | 1.            | 1.            |             |             |             |          |          |          | 2:58,81 |          |

| Versenyző       | Versenyszám | Selejtező             | Selejtező             | Döntő    | Döntő    |
| Versenyző       | Versenyszám | Eredmény              | Helyezés              | Eredmény | Helyezés |
| --------------- | ----------- | --------------------- | --------------------- | -------- | -------- |
| Martyn Bernard  | Magasugrás  | 229 cm                | 6.**                  | 225 cm   | 9.       |
| Germaine Mason  | Magasugrás  | 229 cm                | 1.***                 | 234 cm   |          |
| Tom Parsons     | Magasugrás  | 225 cm                | 12.                   | 225 cm   | 8.       |
| Steven Lewis    | Rúdugrás    | érvényes ugrás nélkül | érvényes ugrás nélkül | kiesett  | kiesett  |
| Greg Rutherford | Távolugrás  | 816 cm                | 3.                    | 784 cm   | 10.      |
| Chris Tomlinson | Távolugrás  | 770 cm                | 27.                   | kiesett  | kiesett  |
| Larry Achike    | Hármasugrás | 17,18 m               | 7.                    | 17,17 m  | 7.       |
| Nathan Douglas  | Hármasugrás | 16,72 m               | 20.                   | kiesett  | kiesett  |
| Phillips Idowu  | Hármasugrás | 17,44 m               | 1.                    | 17,62 m  |          |

| Versenyző   | Versenyszám | 100 m | 100 m | Távolugrás | Távolugrás | Súlylökés | Súlylökés | Magasugrás | Magasugrás | 400 m | 400 m | 110 m gát | 110 m gát | Diszkoszvetés | Diszkoszvetés | Rúdugrás | Rúdugrás | Gerelyhajítás | Gerelyhajítás | 1500 m  | 1500 m | Végeredmény | Végeredmény |
| Versenyző   | Versenyszám | Idő   | Pont  | Eredmény   | Pont       | Eredmény  | Pont      | Eredmény   | Pont       | Idő   | Pont  | Idő       | Pont      | Eredmény      | Pont          | Eredmény | Pont     | Eredmény      | Pont          | Idő     | Pont   | Pont        | Helyezés    |
| ----------- | ----------- | ----- | ----- | ---------- | ---------- | --------- | --------- | ---------- | ---------- | ----- | ----- | --------- | --------- | ------------- | ------------- | -------- | -------- | ------------- | ------------- | ------- | ------ | ----------- | ----------- |
| Daniel Awde | Tízpróba    | 11,06 | 847   | 712 cm     | 842        | 12,03 m   | 608       | 178 cm     | 610        | 47,16 | 950   | 14,69     | 887       | 37,12 m       | 606           | 490 cm   | 880      | 51,10 m       | 636           | 4:44,80 | 650    | 7516        | 21.         |

Női
| Versenyző                                                       | Versenyszám     | Előfutam      | Előfutam      | Előfutam      | Negyeddöntő | Negyeddöntő | Negyeddöntő | Elődöntő | Elődöntő | Elődöntő | Döntő         | Döntő         |
| Versenyző                                                       | Versenyszám     | Idő           | Hely.         | Össz.         | Idő         | Hely.       | Össz.       | Idő      | Hely.    | Össz.    | Idő           | Helyezés      |
| --------------------------------------------------------------- | --------------- | ------------- | ------------- | ------------- | ----------- | ----------- | ----------- | -------- | -------- | -------- | ------------- | ------------- |
| Montell Douglas                                                 | 100 m           | 11,36         | 2.            | 14.           | 11,38       | 4.          | 18.         | kiesett  | kiesett  | kiesett  | kiesett       | kiesett       |
| Jeanette Kwakye                                                 | 100 m           | 11,30         | 2.            | 7.*           | 11,18       | 3.          | 10.         | 11,19    | 3.       | 7.       | 11,14         | 6.            |
| Laura Turner                                                    | 100 m           | 11,65         | 4.            | 40.**         | kiesett     | kiesett     | kiesett     | kiesett  | kiesett  | kiesett  | kiesett       | kiesett       |
| Emily Freeman                                                   | 200 m           | 22,95         | 2.            | 7.            | 22,95       | 3.          | 13.         | 22,83    | 7.       | 12.      | kiesett       | kiesett       |
| Lee McConnell                                                   | 400 m           | 51,87         | 3.            | 21.           |             |             |             | 52,11    | 6.       | 19.      | kiesett       | kiesett       |
| Christine Ohuruogu                                              | 400 m           | 51,00         | 1.            | 7.*           |             |             |             | 50,14    | 1.       | 2.       | 49,62         |               |
| Nicola Sanders                                                  | 400 m           | 51,81         | 2.            | 20.           |             |             |             | 50,71    | 4.       | 9.       | kiesett       | kiesett       |
| Jennifer Meadows                                                | 800 m           | 2:00,33       | 3.            | 13.           |             |             |             | 1:59,43  | 6.       | 15.      | kiesett       | kiesett       |
| Marilyn Okoro                                                   | 800 m           | 1:59,01       | 2.            | 2.            |             |             |             | 1:59,53  | 6.       | 17.      | kiesett       | kiesett       |
| Jemma Simpson                                                   | 800 m           | 2:02,16       | 4.            | 25.           |             |             |             | kiesett  | kiesett  | kiesett  | kiesett       | kiesett       |
| Lisa Dobriskey                                                  | 1500 m          | 4:03,22       | 3.            | 3.            |             |             |             |          |          |          | 4:02,10       | 4.            |
| Susan Scott                                                     | 1500 m          | 4:14,66       | 4.            | 23.           |             |             |             |          |          |          | kiesett       | kiesett       |
| Stephanie Twell                                                 | 1500 m          | 4:06,68       | 6.            | 11.           |             |             |             |          |          |          | kiesett       | kiesett       |
| Joanne Pavey                                                    | 5000 m          | nem indult el | nem indult el | nem indult el |             |             |             |          |          |          | kiesett       | kiesett       |
| Joanne Pavey                                                    | 10 000 m        |               |               |               |             |             |             |          |          |          | 31:12,30      | 12.           |
| Kate Reed                                                       | 10 000 m        |               |               |               |             |             |             |          |          |          | 32:26,69      | 23.           |
| Sarah Claxton                                                   | 100 m gát       | 12,97         | 3.            | 14.           |             |             |             | 12,84    | 4.       | 8.       | 12,94         | 8.            |
| Tasha Danvers                                                   | 400 m gát       | 55,19         | 1.            | 4.            |             |             |             | 54,31    | 2.       | 3.       | 53,84         |               |
| Barbara Parker                                                  | 3000 m akadály  | 9:51,93       | 12.           | 36.           |             |             |             |          |          |          | kiesett       | kiesett       |
| Helen Pattinson-Clitheroe                                       | 3000 m akadály  | 9:29,14       | 6.            | 14.           |             |             |             |          |          |          | kiesett       | kiesett       |
| Paula Radcliffe                                                 | Maraton         |               |               |               |             |             |             |          |          |          | 2:32:38       | 23.           |
| Mara Yamauchi                                                   | Maraton         |               |               |               |             |             |             |          |          |          | 2:27:29       | 6.            |
| Liz Yelling                                                     | Maraton         |               |               |               |             |             |             |          |          |          | 2:33:12       | 26.           |
| Jo Jackson                                                      | 20 km gyaloglás |               |               |               |             |             |             |          |          |          | 1:31:33       | 21.           |
| Jeanette Kwakye Montell Douglas Emily Freeman Emma Ania         | 4 × 100 m váltó | 43,02         | 2.            | 4.            |             |             |             |          |          |          | nem ért célba | nem ért célba |
| Christine Ohuruogu Kelly Sotherton Marilyn Okoro Nicola Sanders | 4 × 400 m váltó | 3:25,48       | 3.            | 7.            |             |             |             |          |          |          | 3:22,68       | 5.            |

| Versenyző      | Versenyszám   | Selejtező | Selejtező | Döntő    | Döntő    |
| Versenyző      | Versenyszám   | Eredmény  | Helyezés  | Eredmény | Helyezés |
| -------------- | ------------- | --------- | --------- | -------- | -------- |
| Kate Dennison  | Rúdugrás      | 440 cm    | 15.       | kiesett  | kiesett  |
| Jade Johnson   | Távolugrás    | 661 cm    | 10.       | 664 cm   | 7.       |
| Philippa Roles | Diszkoszvetés | 57,44 m   | 27.       | kiesett  | kiesett  |
| Zoe Derham     | Kalapácsvetés | 64,74 m   | 35.       | kiesett  | kiesett  |
| Goldie Sayers  | Gerelyhajítás | 62,99 m   | 5.        | 65,75 m  | 4.       |

| Versenyző       | Versenyszám | 100 m gát | 100 m gát | Magasugrás | Magasugrás | Súlylökés | Súlylökés | 200 m | 200 m | Távolugrás | Távolugrás | Gerelyhajítás | Gerelyhajítás | 800 m   | 800 m | Végeredmény | Végeredmény |
| Versenyző       | Versenyszám | Idő       | Pont      | Eredmény   | Pont       | Eredmény  | Pont      | Idő   | Pont  | Eredmény   | Pont       | Eredmény      | Pont          | Idő     | Pont  | Pont        | Helyezés    |
| --------------- | ----------- | --------- | --------- | ---------- | ---------- | --------- | --------- | ----- | ----- | ---------- | ---------- | ------------- | ------------- | ------- | ----- | ----------- | ----------- |
| Julie Hollman   | Hétpróba    | 14,43     | 918       | 177 cm     | 941        | 12,45 m   | 691       | 25,41 | 850   | 613 cm     | 890        | 39,08 m       | 650           | 2:22,54 | 789   | 5729        | 31.         |
| Kelly Sotherton | Hétpróba    | 13,18     | 1097      | 183 cm     | 1016       | 13,87 m   | 785       | 23,39 | 1040  | 633 cm     | 953        | 37,66 m       | 622           | 2:07,34 | 1004  | 6517        | 4.          |

* - egy másik versenyzővel azonos időt ért el

** - két másik versenyzővel azonos időt/eredményt ért el

*** - három másik versenyzővel azonos eredményt ért el

## Cselgáncs
Férfi
| Versenyző      | Versenyszám  | Selejtező         | 32-es főtábla                        | Nyolcaddöntő                      | Negyeddöntő                     | Elődöntő          | Vigaszág első kör                  | Vigaszág negyeddöntő                   | Vigaszág elődöntő              | Bronz- mérkőzés   | Döntő             | Helyezés |
| Versenyző      | Versenyszám  | Ellenfél Eredmény | Ellenfél Eredmény                    | Ellenfél Eredmény                 | Ellenfél Eredmény               | Ellenfél Eredmény | Ellenfél Eredmény                  | Ellenfél Eredmény                      | Ellenfél Eredmény              | Ellenfél Eredmény | Ellenfél Eredmény | Helyezés |
| -------------- | ------------ | ----------------- | ------------------------------------ | --------------------------------- | ------------------------------- | ----------------- | ---------------------------------- | -------------------------------------- | ------------------------------ | ----------------- | ----------------- | -------- |
| Craig Fallon   | Légsúly      |                   | Yann Siccardi (MON) · 1010-0000      | Ludwig Paischer (AUT) · 0001-0002 |                                 |                   | Júnesz el-Ahamdi (MAR) · 0011-0000 | Kim Gjongdzsin (PRK) · 0100-0001       | Gal Jekutiel (ISR) · 0101-0200 | kiesett           |                   | 7.       |
| Euan Burton    | Váltósúly    |                   | Emmanuel Lucenti (ARG) · 0010-0001   | Szafván Attáf (MAR) · 0010-0001   | Roman Hontyuk (UKR) · 0010-0121 |                   |                                    | Mario Antonio Valles (COL) · 0110-0001 | Tiago Camilo (BRA) · 0010-0100 | kiesett           |                   | 7.       |
| Winston Gordon | Középsúly    |                   | Xurshid Nabiev (UZB) · 0020-0100     | kiesett                           | kiesett                         | kiesett           |                                    |                                        |                                |                   |                   | 20.      |
| Peter Cousins  | Félnehézsúly |                   | Levan Zsorzsoliani (GEO) · 0000-0010 | kiesett                           | kiesett                         | kiesett           |                                    |                                        |                                |                   |                   | 21.      |

Női
| Versenyző       | Versenyszám  | Selejtező                       | Nyolcaddöntő                               | Negyeddöntő       | Elődöntő          | Vigaszág első kör | Vigaszág negyeddöntő            | Vigaszág elődöntő | Bronz- mérkőzés   | Döntő             | Helyezés |
| Versenyző       | Versenyszám  | Ellenfél Eredmény               | Ellenfél Eredmény                          | Ellenfél Eredmény | Ellenfél Eredmény | Ellenfél Eredmény | Ellenfél Eredmény               | Ellenfél Eredmény | Ellenfél Eredmény | Ellenfél Eredmény | Helyezés |
| --------------- | ------------ | ------------------------------- | ------------------------------------------ | ----------------- | ----------------- | ----------------- | ------------------------------- | ----------------- | ----------------- | ----------------- | -------- |
| Sarah Clark     | Váltósúly    | Claudia Heill (AUT) · 0100-1011 | kiesett                                    | kiesett           | kiesett           |                   |                                 |                   |                   |                   | 18.      |
| Michelle Rogers | Félnehézsúly |                                 | Csong Gjongmi (KOR) · 0000-0001            |                   |                   |                   | Heide Wollert (GER) · 0001-0010 | kiesett           | kiesett           |                   | 9.       |
| Karina Bryant   | Nehézsúly    |                                 | Vanessa Martina Zambotti (MEX) · 0001-0021 | kiesett           | kiesett           |                   |                                 |                   |                   |                   | 14.      |

## Evezés
A brit csapatnak összesen 43 evezős tagja volt. Ez volt a legnagyobb képviselet, mióta a barcelonai olimpia után bevezették evezésben a kvótarendszert. A 14 lehetséges versenyszámból tizenkettőben indítottak csapatot, így a brit csapat a negyedik legnagyobb volt az olimpián. Hat számban nyert a csapat érmet. Ez volt a harmadik olyan sikeres olimpia, melyben Nagy-Britannia végzett az evezés versenyszámait összesítő éremtáblázat élén.
Férfi
| Versenyző | Versenyszám                          | Előfutam | Előfutam | Vigaszág/ Egypárevezősnél középdöntő | Vigaszág/ Egypárevezősnél középdöntő | Elődöntő | Elődöntő | Elődöntő | Döntő | Döntő   | Döntő | Helyezés |
| Versenyző | Versenyszám                          | Idő      | Hely.    | Idő                                  | Hely.                                | Típus    | Idő      | Hely.    | Típus | Idő     | Hely. | Helyezés |
| --- | ------------------------------------ | -------- | -------- | ------------------------------------ | ------------------------------------ | -------- | -------- | -------- | ----- | ------- | ----- | -------- |
| Alan Campbell | Egypárevezős                         | 7:14,98  | 1.       | 6:52,74                              | 2.                                   | A/B      | 7:05,24  | 2.       | A     | 7:04,47 | 5.    | 5.       |
| Matt Wells Stephen Rowbotham | Kétpárevezős                         | 6:26,33  | 1.       |                                      |                                      | A/B      | 6:21,15  | 3.       | A     | 6:29,10 | 3.    |          |
| Robin Bourne-Taylor Tom Solesbury | Kormányos nélküli kettes             | 6:59,48  | 4.       | 6:41,43                              | 4.                                   |          |          |          | C     | 6:46,83 | 1.    | 13.      |
| Tom James Steve Williams Pete Reed Andrew Triggs Hodge                                                                                | Kormányos nélküli négyes             | 6:00,59  | 1.       |                                      |                                      | A/B      | 5:54,77  | 1.       | A     | 6:06,57 | 1.    |          |
| Alex Partridge Tom Stallard Tom Lucy Ric Egington Josh West Alastair Heathcote Matt Langridge Colin Smith Acer Nethercott (kormányos) | Nyolcas                              | 5:25,89  | 1.       |                                      |                                      |          |          |          | A     | 5:25,11 | 2.    |          |
| Zac Purchase Mark Hunter | Könnyűsúlyú kétpárevezős             | 6:13,69  | 1.       |                                      |                                      | A/B      | 6:29,56  | 1.       | A     | 6:10,99 | 1.    |          |
| Richard Chambers James Lindsay-Fynn Paul Mattick James Clarke                                                                         | Könnyűsúlyú kormányos nélküli négyes | 5:52,38  | 2.       |                                      |                                      | A/B      | 6:08,75  | 3.       | A     | 5:52,12 | 5.    | 5.       |

Női
| Versenyző | Versenyszám              | Előfutam | Előfutam | Vigaszág | Vigaszág | Elődöntő | Elődöntő | Elődöntő | Döntő | Döntő   | Döntő | Helyezés |
| Versenyző | Versenyszám              | Idő      | Hely.    | Idő      | Hely.    | Típus    | Idő      | Hely.    | Típus | Idő     | Hely. | Helyezés |
| --- | ------------------------ | -------- | -------- | -------- | -------- | -------- | -------- | -------- | ----- | ------- | ----- | -------- |
| Elise Laverick Anna Bebington | Kétpárevezős             | 7:08,65  | 3.       | 6:54,92  | 1.       |          |          |          | A     | 7:07,55 | 3.    |          |
| Annie Vernon Debbie Flood Frances Houghton Katherine Grainger | Négypárevezős            | 6:13,70  | 1.       |          |          |          |          |          | A     | 6:17,37 | 2.    |          |
| Louisa Reeve Olivia Whitlam | Kormányos nélküli kettes | 7:29,88  | 3.       | 7:34,54  | 2.       |          |          |          | A     | 7:33,61 | 6.    | 6.       |
| Carla Ashford Beth Rodford Louisa Reeve Alice Freeman Natasha Page Sarah Winckless Jessica Eddie Katie Greves Caroline O'Connor (kormányos) Natasha Howard Alison Knowles | Nyolcas                  | 6:08,68  | 2.       | 6:12,10  | 3.       |          |          |          | A     | 6:13,74 | 5.    | 5.       |
| Hester Goodsell Helen Casey | Könnyűsúlyú kétpárevezős | 6:55,23  | 3.       | 7:24,27  | 1.       | A/B      | 7:17,67  | 5.       | B     | 7:11,24 | 5.    | 11.      |

## Gyeplabda

### Férfi
Nagy-Britannia és Észak-Írország gyeplabda válogatottja a második olimpiai válogató körben India nagyarányú legyőzésével biztosította helyét az olimpián. A világrangsor alapján Nagy-Britanniát 2008. április 18-án a B csoportba sorolták.
| #               | Név               |         |         |         |         |         |         |         |
| Kapusok         | Kapusok           | Kapusok | Kapusok | Kapusok | Kapusok | Kapusok | Kapusok | Kapusok |
| --------------- | ----------------- | ------- | ------- | ------- | ------- | ------- | ------- | ------- |
| 1               | Alistair McGregor |         |         |         |         |         |         |         |
| Mezőnyjátékosok |                   |         |         |         |         |         |         |         |
| 4               | Glenn Kirkham     |         |         |         |         |         |         |         |
| 5               | Richard Alexander |         |         |         |         |         |         |         |
| 6               | Richard Mantell   |         |         |         |         |         |         |         |
| 7               | Ashley Jackson    |         |         |         |         |         |         |         |
| 8               | Simon Mantell     |         |         |         |         |         |         |         |
| 9               | Stephen Dick      |         |         |         |         |         |         |         |
| 10              | Matt Daly         |         |         |         |         |         |         |         |
| 12              | Jonty Clarke      |         |         |         |         |         |         |         |
| 13              | Rob Moore         |         |         |         |         |         |         |         |
| 14              | Ben Hawes (CSK)   |         |         |         |         |         |         |         |
| 17              | Alastair Wilson   |         |         |         |         |         |         |         |
| 18              | Barry Middleton   |         |         |         |         |         |         |         |
| 20              | James Tindall     |         |         |         |         |         |         |         |
| 21              | Jon Bleby         |         |         |         |         |         |         |         |
| 24              | Ben Marsden       |         |         |         |         |         |         |         |
| Tartalékok      |                   |         |         |         |         |         |         |         |
| 16              | Niall Stott       |         |         |         |         |         |         |         |
| 25              | James Fair (K)    |         |         |         |         |         |         |         |
| Vezetőedző      |                   |         |         |         |         |         |         |         |
|                 | Jason Lee         |         |         |         |         |         |         |         |

#### Eredmények
Csoportkör
B csoport
| Csapat                        | M | Gy | D | V | G+ | G– | Gk  | P  |
| ----------------------------- | - | -- | - | - | -- | -- | --- | -- |
| Hollandia (NED)               | 5 | 4  | 1 | 0 | 16 | 6  | +10 | 13 |
| Ausztrália (AUS)              | 5 | 3  | 2 | 0 | 24 | 7  | +17 | 11 |
| Nagy-Britannia (GBR)          | 5 | 2  | 2 | 1 | 10 | 7  | +3  | 8  |
| Pakisztán (PAK)               | 5 | 2  | 0 | 3 | 11 | 13 | –2  | 6  |
| Kanada (CAN)                  | 5 | 1  | 1 | 3 | 10 | 17 | –7  | 4  |
| Dél-afrikai Köztársaság (RSA) | 5 | 0  | 0 | 5 | 4  | 25 | –21 | 0  |

| 2008. augusztus 11. 10:30 | Pakisztán (PAK)                            | 2–4               | Nagy-Britannia (GBR)                            | Játékvezetők: John Wright (RSA), Amarjit Singh (MAS) |
| 2008. augusztus 11. 10:30 | Abbasi 45' · Waqas 59'                     | (0–3) Jegyzőkönyv | Tindall 2' · Moore 14' · Jackson 29' · Daly 62' | Játékvezetők: John Wright (RSA), Amarjit Singh (MAS) |
| 2008. augusztus 11. 10:30 | Waqas 27' Bilgrami Egy mérkőzéses eltiltás | Büntetések        | Kirkham 24' Hawes 47'                           | Játékvezetők: John Wright (RSA), Amarjit Singh (MAS) |

| 2008. augusztus 13. 21:00 | Hollandia (NED)       | 1–0               | Nagy-Britannia (GBR) | Játékvezetők: Murray Grime (AUS), Gary Simmonds (RSA) |
| 2008. augusztus 13. 21:00 | Taekema 63'           | (0–0) Jegyzőkönyv |                      | Játékvezetők: Murray Grime (AUS), Gary Simmonds (RSA) |
| 2008. augusztus 13. 21:00 | Van der Weide 25' 61' | Büntetések        | Tindall 62'          | Játékvezetők: Murray Grime (AUS), Gary Simmonds (RSA) |

| 2008. augusztus 15. 21:00 | Dél-afrikai Köztársaság (RSA) | 0–2               | Nagy-Britannia (GBR)    | Játékvezetők: Christian Blasch (GER), Rob ten Cate (NED) |
| 2008. augusztus 15. 21:00 |                               | (0–1) Jegyzőkönyv | Tindall 20' · Daly 66'  | Játékvezetők: Christian Blasch (GER), Rob ten Cate (NED) |
| 2008. augusztus 15. 21:00 | Smith 12'                     | Büntetések        | Jackson 20' Tindall 32' | Játékvezetők: Christian Blasch (GER), Rob ten Cate (NED) |

| 2008. augusztus 17. 08:30 | Nagy-Britannia (GBR)                                             | 1–1               | Kanada (CAN)                                         | Játékvezetők: Roel van Eert (NED), Gary Simmonds (RSA) |
| 2008. augusztus 17. 08:30 | Daly 67'                                                         | (0–0) Jegyzőkönyv | Pereira 47'                                          | Játékvezetők: Roel van Eert (NED), Gary Simmonds (RSA) |
| 2008. augusztus 17. 08:30 | Daly 30' Wilson 31' Tindall 41' Tindall Hivatalos rendreutasítás | Büntetések        | R. Short 26' Singh 28' Singh Egy mérkőzéses eltiltás | Játékvezetők: Roel van Eert (NED), Gary Simmonds (RSA) |

| 2008. augusztus 19. 20:30 | Ausztrália (AUS)                      | 3–3               | Nagy-Britannia (GBR)                       | Játékvezetők: Christian Blasch (GER), Xavier Adell (ESP) |
| 2008. augusztus 19. 20:30 | George 40' · Dwyer 45' · Ockenden 68' | (0–1) Jegyzőkönyv | Middleton 34' · R. Mantell 47' · Moore 55' | Játékvezetők: Christian Blasch (GER), Xavier Adell (ESP) |
| 2008. augusztus 19. 20:30 |                                       | Büntetések        | Wilson 32'                                 | Játékvezetők: Christian Blasch (GER), Xavier Adell (ESP) |

Az 5. helyért
| 2008. augusztus 23. 11:00 | Dél-Korea (KOR)                          | 2–5               | Nagy-Britannia (GBR)                                        | Játékvezetők: Murray Grime (AUS), Roel van Eert (NED) |
| 2008. augusztus 23. 11:00 | Csang Dzsonghjon 48' · Hjon Hjeszong 67' | (0–0) Jegyzőkönyv | Middleton 44' · Jackson 49' · Clarke 54', 63' · Kirkham 70' | Játékvezetők: Murray Grime (AUS), Roel van Eert (NED) |
| 2008. augusztus 23. 11:00 | Csang Dzsonghjon 63'                     | Büntetések        | Tindall 30' Wilson 37'                                      | Játékvezetők: Murray Grime (AUS), Roel van Eert (NED) |

| Csapat               | Helyezés |
| -------------------- | -------- |
| Nagy-Britannia (GBR) | 5.       |

### Női
Nagy-Britannia és Észak-Írország gyeplabda válogatottja a 2007-es EuroHockey Tornán szerezte meg az olimpiai induláshoz szükséges kvótát. A világranglista alapján a női brit csapatot 2008. május 15-én a B csoportba sorolták be.
| #               | Név                |         |         |         |         |         |         |         |
| Kapusok         | Kapusok            | Kapusok | Kapusok | Kapusok | Kapusok | Kapusok | Kapusok | Kapusok |
| --------------- | ------------------ | ------- | ------- | ------- | ------- | ------- | ------- | ------- |
| 2               | Beth Storry        |         |         |         |         |         |         |         |
| Mezőnyjátékosok |                    |         |         |         |         |         |         |         |
| 3               | Lisa Wooding       |         |         |         |         |         |         |         |
| 4               | Anne Panter        |         |         |         |         |         |         |         |
| 5               | Crista Cullen      |         |         |         |         |         |         |         |
| 6               | Melanie Clewlow    |         |         |         |         |         |         |         |
| 7               | Charlotte Craddock |         |         |         |         |         |         |         |
| 8               | Helen Richardson   |         |         |         |         |         |         |         |
| 9               | Joanne Ellis       |         |         |         |         |         |         |         |
| 10              | Lucilla Wright     |         |         |         |         |         |         |         |
| 11              | Kate Walsh (CSK)   |         |         |         |         |         |         |         |
| 12              | Chloe Rogers       |         |         |         |         |         |         |         |
| 13              | Jennie Bimson      |         |         |         |         |         |         |         |
| 14              | Rachel Walker      |         |         |         |         |         |         |         |
| 15              | Alex Danson        |         |         |         |         |         |         |         |
| 18              | Sarah Thomas       |         |         |         |         |         |         |         |
| 22              | Jo Ellis           |         |         |         |         |         |         |         |
| Tartalékok      |                    |         |         |         |         |         |         |         |
| 1               | Katy Roberts (K)   |         |         |         |         |         |         |         |
| 19              | Laura Barlett      |         |         |         |         |         |         |         |
| Vezetőedző      |                    |         |         |         |         |         |         |         |
|                 | Danny Kerry        |         |         |         |         |         |         |         |

#### Eredmények
Csoportkör
B csoport
| Csapat                 | M | Gy | D | V | G+ | G– | Gk | P  |
| ---------------------- | - | -- | - | - | -- | -- | -- | -- |
| Németország (GER)      | 5 | 4  | 0 | 1 | 12 | 8  | +4 | 12 |
| Argentína (ARG)        | 5 | 3  | 2 | 0 | 13 | 7  | +6 | 11 |
| Nagy-Britannia (GBR)   | 5 | 2  | 2 | 1 | 7  | 9  | –2 | 8  |
| Egyesült Államok (USA) | 5 | 1  | 3 | 1 | 9  | 8  | +1 | 6  |
| Japán (JPN)            | 5 | 1  | 1 | 3 | 5  | 7  | –2 | 4  |
| Új-Zéland (NZL)        | 5 | 0  | 0 | 5 | 6  | 13 | –7 | 0  |

| 2008. augusztus 10. 21:00 | Németország (GER)                                 | 5–1               | Nagy-Britannia (GBR) | Játékvezetők: Sarah Garnett (NZL), Miao Lin (CHN) |
| 2008. augusztus 10. 21:00 | Rinne 26', 52' · Hoffmann 31', 49' · Rodewald 60' | (2–1) Jegyzőkönyv | Cullen 29'           | Játékvezetők: Sarah Garnett (NZL), Miao Lin (CHN) |
| 2008. augusztus 10. 21:00 | Rinne 12' Kühn 18'                                | Büntetések        | Cullen 30'           | Játékvezetők: Sarah Garnett (NZL), Miao Lin (CHN) |

| 2008. augusztus 12. 08:30 | Argentína (ARG)                              | 2–2               | Nagy-Britannia (GBR)     | Játékvezetők: Marelize de Klerk (RSA), Stella Bartlema (NED) |
| 2008. augusztus 12. 08:30 | García 10' · Gulla 27'                       | (2–0) Jegyzőkönyv | Thomas 49' · Clewlow 51' | Játékvezetők: Marelize de Klerk (RSA), Stella Bartlema (NED) |
| 2008. augusztus 12. 08:30 | Luchetti 31' Gonzalez Oliva 44' Margalot 51' | Büntetések        | Cullen 31'               | Játékvezetők: Marelize de Klerk (RSA), Stella Bartlema (NED) |

| 2008. augusztus 14. 21:00 | Új-Zéland (NZL)          | 1–2               | Nagy-Britannia (GBR)    | Játékvezetők: Julie Ashton-Lucy (AUS), Carolina de la Fuente (ARG) |
| 2008. augusztus 14. 21:00 | Flynn 28'                | (1–1) Jegyzőkönyv | Danson 31' · Cullen 50' | Játékvezetők: Julie Ashton-Lucy (AUS), Carolina de la Fuente (ARG) |
| 2008. augusztus 14. 21:00 | Igasan 25' Forgesson 56' | Büntetések        | Cullen 52'              | Játékvezetők: Julie Ashton-Lucy (AUS), Carolina de la Fuente (ARG) |

| 2008. augusztus 16. 20:30 | Nagy-Britannia (GBR)                  | 2–1               | Japán (JPN)  | Játékvezetők: Minka Woolley (AUS), Carol Metchette (IRL) |
| 2008. augusztus 16. 20:30 | Panter 32' · Cullen 70'               | (1–0) Jegyzőkönyv | Miura 58'    | Játékvezetők: Minka Woolley (AUS), Carol Metchette (IRL) |
| 2008. augusztus 16. 20:30 | Rogers 12' 47' Walsh 41' Craddock 66' | Büntetések        | Komazava 27' | Játékvezetők: Minka Woolley (AUS), Carol Metchette (IRL) |

| 2008. augusztus 18. 18:00 | Nagy-Britannia (GBR) | 0–0 | Egyesült Államok (USA) | Játékvezetők: Ute Conen (GER), Lisa Roach (AUS) |
| 2008. augusztus 18. 18:00 | Jegyzőkönyv          |     |                        | Játékvezetők: Ute Conen (GER), Lisa Roach (AUS) |

Az 5. helyért
| 2008. augusztus 22. 11:00 | Ausztrália (AUS)      | 2–0               | Nagy-Britannia (GBR) | Játékvezetők: Sarah Garnett (NZL), Miao Lin (CHN) |
| 2008. augusztus 22. 11:00 | Blyth 29' · Munro 68' | (1–0) Jegyzőkönyv |                      | Játékvezetők: Sarah Garnett (NZL), Miao Lin (CHN) |
| 2008. augusztus 22. 11:00 |                       | Büntetések        | Joa. Ellis 60'       | Játékvezetők: Sarah Garnett (NZL), Miao Lin (CHN) |

| Csapat               | Helyezés |
| -------------------- | -------- |
| Nagy-Britannia (GBR) | 6.       |

## Íjászat
A 2007-ben megrendezett 44. szabadtéri íjász-világbajnokságon a brit férficsapat a második, míg a női csapat a harmadik helyen végzett. Így az ország teljes, három férfiból és három nőből álló csapatot küldhetett az olimpiára.
Férfi
| Versenyző                            | Versenyszám | Selejtező | Selejtező | 64-es főtábla                       | 32-es főtábla                        | Nyolcaddöntő                                                            | Negyeddöntő       | Elődöntő          | Döntő             | Helyezés |
| Versenyző                            | Versenyszám | Pont      | Kiemelt   | Ellenfél Eredmény                   | Ellenfél Eredmény                    | Ellenfél Eredmény                                                       | Ellenfél Eredmény | Ellenfél Eredmény | Ellenfél Eredmény | Helyezés |
| ------------------------------------ | ----------- | --------- | --------- | ----------------------------------- | ------------------------------------ | ----------------------------------------------------------------------- | ----------------- | ----------------- | ----------------- | -------- |
| Larry Godfrey                        | Egyéni      | 657       | 34.       | Bair Bagyonov (RUS) (31.) · 109-114 | kiesett                              | kiesett                                                                 | kiesett           | kiesett           | kiesett           | 36.**    |
| Simon Terry                          | Egyéni      | 670       | 7.        | Matti Hatava (FIN) (58.) · 104-105  | kiesett                              | kiesett                                                                 | kiesett           | kiesett           | kiesett           | 49.      |
| Alan Wills                           | Egyéni      | 661       | 21.       | Mauro Nespoli (ITA) (44.) · 103-99  | Marco Galiazzo (ITA) (12.) · 110-109 | Juan Carlos Stevens (CUB) (28.) · 104-108                               | kiesett           | kiesett           | kiesett           | 16.      |
| Larry Godfrey Simon Terry Alan Wills | Csapat      | 1988      | 5.        |                                     |                                      | Kína (CHN) · Csiang Lin · Li Ven-csüan · Hszüe Haj-feng (12.) · 210-214 | kiesett           | kiesett           | kiesett           | 12.      |

Női
| Versenyző                                         | Versenyszám | Selejtező | Selejtező | 64-es főtábla                        | 32-es főtábla                          | Nyolcaddöntő                      | Negyeddöntő                                                                   | Elődöntő                                                            | Döntő | Helyezés |
| Versenyző                                         | Versenyszám | Pont      | Kiemelt   | Ellenfél Eredmény                    | Ellenfél Eredmény                      | Ellenfél Eredmény                 | Ellenfél Eredmény                                                             | Ellenfél Eredmény                                                   | Ellenfél Eredmény                                                                                        | Helyezés |
| ------------------------------------------------- | ----------- | --------- | --------- | ------------------------------------ | -------------------------------------- | --------------------------------- | ----------------------------------------------------------------------------- | ------------------------------------------------------------------- | --- | -------- |
| Charlotte Burgess                                 | Egyéni      | 623       | 40.       | Kuo Tan (CHN) (25.) · 106-104        | Naomi Folkard (GBR) (8.) · 96-110      | kiesett                           | kiesett                                                                       | kiesett                                                             | kiesett                                                                                                  | 32.      |
| Naomi Folkard                                     | Egyéni      | 651       | 8.        | Szoha Abd el-Ál (EGY) (57.) · 107-95 | Charlotte Burgess (GBR) (40.) · 110-96 | Hajakava Nami (JPN) (9.) · 97-106 | kiesett                                                                       | kiesett                                                             | kiesett                                                                                                  | 15.      |
| Alison Williamson                                 | Egyéni      | 651       | 7.        | Wei Pi-Hsiu (TPE) (58.) · 108-99     | Khatuna Lorig (USA) (26.) · 109-112    | kiesett                           | kiesett                                                                       | kiesett                                                             | kiesett                                                                                                  | 17.*     |
| Charlotte Burgess Naomi Folkard Alison Williamson | Csapat      | 1925      | 2.        |                                      |                                        |                                   | Japán (JPN) · Hajakava Nami · Hajasi Júki · Kitabatake Szajoko (7.) · 201-196 | Kína (CHN) · Csen Ling · Kuo Tan · Csang Csüan-csüan (3.) · 202-208 | Bronzmérkőzés · Franciaország (FRA) · Virginie Arnold · Sophie Dodemont · Bérangère Schuh (5.) · 201-203 | 4.       |

* - egy másik versenyzővel azonos eredményt ért el

** - két másik versenyzővel azonos eredményt ért el

## Kajak-kenu
A brit csapatban a kajak-kenu sportág képviseletében hét versenyző szerepelt, közülük négyen a síkvizí, hárman pedig a szlalom számokban indultak. Anna Hemmings és Jessica Walker kajak kettese a spanyol csapatnál felmerült nehézségek miatt kapott indulási jogot.

### Síkvízi
Férfi
| Versenyző    | Versenyszám        | Előfutam | Előfutam | Előfutam | Elődöntő | Elődöntő | Elődöntő | Döntő    | Döntő    |
| Versenyző    | Versenyszám        | Idő      | Hely.    | Össz.    | Idő      | Hely.    | Össz.    | Idő      | Helyezés |
| ------------ | ------------------ | -------- | -------- | -------- | -------- | -------- | -------- | -------- | -------- |
| Tim Brabants | Kajak egyes 500 m  | 1:36,338 | 1.       | 4.       | 1:42,530 | 3.       | 7.       | 1:37,671 |          |
| Tim Brabants | Kajak egyes 1000 m | 3:27,828 | 1. D     | 1.       |          |          |          | 3:26,323 |          |

Női
| Versenyző                 | Versenyszám        | Előfutam | Előfutam | Előfutam | Elődöntő | Elődöntő | Elődöntő | Döntő    | Döntő    |
| Versenyző                 | Versenyszám        | Idő      | Hely.    | Össz.    | Idő      | Hely.    | Össz.    | Idő      | Helyezés |
| ------------------------- | ------------------ | -------- | -------- | -------- | -------- | -------- | -------- | -------- | -------- |
| Lucy Hardy                | Kajak egyes 500 m  | 1:50,103 | 3.       | 7.       | 1:52,580 | 2.       | 2.       | 1:53,102 | 7.       |
| Jess Walker Anna Hemmings | Kajak kettes 500 m | 1:47,435 | 9.       | 15.      | kiesett  | kiesett  | kiesett  | kiesett  | kiesett  |

### Szlalom
Férfi
| Versenyző      | Versenyszám | Selejtező | Selejtező | Selejtező | Selejtező | Selejtező  | Selejtező  | Elődöntő | Elődöntő | Döntő   | Döntő   | Összesítés | Összesítés |
| Versenyző      | Versenyszám | 1. futam  | 1. futam  | 2. futam  | 2. futam  | Összesítés | Összesítés | Elődöntő | Elődöntő | Döntő   | Döntő   | Összesítés | Összesítés |
| Versenyző      | Versenyszám | Pont      | Hely.     | Pont      | Hely.     | Pont       | Hely.      | Pont     | Hely.    | Pont    | Hely.   | Pont       | Helyezés   |
| -------------- | ----------- | --------- | --------- | --------- | --------- | ---------- | ---------- | -------- | -------- | ------- | ------- | ---------- | ---------- |
| David Florence | Kenu egyes  | 89,47     | 7.        | 82,16     | 1.        | 171,63     | 3.         | 90,46    | 4.       | 88,15   | 2.      | 178,61     |            |
| Campbell Walsh | Kajak egyes | 86,72     | 14.       | 85,72     | 8.        | 172,44     | 9.         | 95,74    | 15.      | kiesett | kiesett | kiesett    | kiesett    |

Női
| Versenyző    | Versenyszám | Selejtező | Selejtező | Selejtező | Selejtező | Selejtező  | Selejtező  | Elődöntő | Elődöntő | Döntő   | Döntő   | Összesítés | Összesítés |
| Versenyző    | Versenyszám | 1. futam  | 1. futam  | 2. futam  | 2. futam  | Összesítés | Összesítés | Elődöntő | Elődöntő | Döntő   | Döntő   | Összesítés | Összesítés |
| Versenyző    | Versenyszám | Pont      | Hely.     | Pont      | Hely.     | Pont       | Hely.      | Pont     | Hely.    | Pont    | Hely.   | Pont       | Helyezés   |
| ------------ | ----------- | --------- | --------- | --------- | --------- | ---------- | ---------- | -------- | -------- | ------- | ------- | ---------- | ---------- |
| Fiona Pennie | Kajak egyes | 160,06    | 19.       | 99,00     | 7.        | 259,06     | 17.        | kiesett  | kiesett  | kiesett | kiesett | kiesett    | kiesett    |

## Kerékpározás
A csapatban két olimpiai bajnok, további négy olimpiai érmes és több világbajnok is szerepelt.

### BMX
| Versenyző     | Versenyszám | Selejtező | Selejtező | Negyeddöntő | Negyeddöntő | Elődöntő | Elődöntő | Döntő    | Döntő    |
| Versenyző     | Versenyszám | Idő       | Helyezés  | Pont        | Helyezés    | Pont     | Helyezés | Pont     | Helyezés |
| ------------- | ----------- | --------- | --------- | ----------- | ----------- | -------- | -------- | -------- | -------- |
| Liam Phillips | Férfi       | 37,392    | 28.       | 18          | 7.          | kiesett  | kiesett  | kiesett  | kiesett  |
| Shanaze Reade | Női         | 36,882    | 2.        |             |             | 10       | 3.       | kizárták | kizárták |

### Hegyi-kerékpározás
| Versenyző          | Versenyszám        | Idő             | Helyezés |
| ------------------ | ------------------ | --------------- | -------- |
| Oliver Beckingsale | Férfi terepverseny | 2:01:25 (+5:26) | 12.      |
| Liam Killeen       | Férfi terepverseny | 2:00:14 (+4:15) | 7.       |

### Országúti kerékpározás
Férfi
| Versenyző       | Versenyszám   | Idő                   | Helyezés      |
| --------------- | ------------- | --------------------- | ------------- |
| Jonathan Bellis | Mezőnyverseny | nem ért célba         | nem ért célba |
| Roger Hammond   | Mezőnyverseny | nem ért célba         | nem ért célba |
| Ben Swift       | Mezőnyverseny | nem ért célba         | nem ért célba |
| Steve Cummings  | Mezőnyverseny | nem ért célba         | nem ért célba |
| Steve Cummings  | Időfutam      | 1:05:07,91 (+2:56,48) | 11.           |

Női
| Versenyző    | Versenyszám   | Idő                 | Helyezés |
| ------------ | ------------- | ------------------- | -------- |
| Sharon Laws  | Mezőnyverseny | 3:33:17 (+0:53)     | 35.      |
| Nicole Cooke | Mezőnyverseny | 3:32:24             |          |
| Nicole Cooke | Időfutam      | 37:14,25 (+2:22,53) | 15.      |
| Emma Pooley  | Időfutam      | 35:16,01 (+24,29)   |          |
| Emma Pooley  | Mezőnyverseny | 3:32:55 (+0:31)     | 23.      |

### Pálya-kerékpározás
Nagy-Britannia összesen 12 érmet nyert, melyek közül 7 arany, 3 ezüst és 2 bronz volt. Ezzel a pályakerékpárosok éremtáblázatának az élén végzett. Mark Cavendish volt a keret egyetlen, érem nélkül maradt tagja. Ezalatt Chris Hoy 3 aranyérmet szerzett a kerékpár-csarnokban, s ennek megbecsüléseképp selejtezők nélkül részt vehet az Edinburghben tartandó 2014. évi Nemzetközösségi Játékokon.
Sprintversenyek
| Versenyző                         | Versenyszám         | Selejtező | Selejtező | 1. forduló                        | Vigaszág               | Vigaszág | 2. forduló                            | Vigaszág               | Vigaszág | 9–12. helyért          | 9–12. helyért | Negyeddöntő                                   | 5–8. helyért           | 5–8. helyért | Elődöntő                                                                               | Döntő                                                                         | Helyezés |
| Versenyző                         | Versenyszám         | Idő       | Hely.     | Ellenfél Győztes idő              | Ellenfelek Győztes idő | Hely.    | Ellenfél Győztes idő                  | Ellenfelek Győztes idő | Hely.    | Ellenfelek Győztes idő | Hely.         | Ellenfél Győztes idő                          | Ellenfelek Győztes idő | Hely.        | Ellenfél Győztes idő                                                                   | Ellenfél Győztes idő                                                          | Helyezés |
| --------------------------------- | ------------------- | --------- | --------- | --------------------------------- | ---------------------- | -------- | ------------------------------------- | ---------------------- | -------- | ---------------------- | ------------- | --------------------------------------------- | ---------------------- | ------------ | -------------------------------------------------------------------------------------- | ----------------------------------------------------------------------------- | -------- |
| Chris Hoy                         | Férfi egyéni sprint | 9,815     | 1.        | Gyenyisz Dmitrijev (RUS) · 10,607 |                        |          | Vatanabe Kazunari (JPN) · 10,636      |                        |          |                        |               | Mohd Azizulhasni Awang (MAS) · 10,820, 10,302 |                        |              | Mickael Bourgain (FRA) · 10,260, 10,358                                                | Jason Kenny (GBR) · 10,228, 10,216                                            |          |
| Jason Kenny                       | Férfi egyéni sprint | 9,857     | 2.        | Łukasz Kwiatkowski (POL) · 10,672 |                        |          | Mohd Azizulhasni Awang (MAS) · 10,531 |                        |          |                        |               | Kévin Sireau (FRA) · 10,546, 10,595           |                        |              | Maximilian Levy (GER) · 10,594, 10,335                                                 | Chris Hoy (GBR) · 10,228, 10,216                                              |          |
| Victoria Pendleton                | Női egyéni sprint   | 10,963    | 1.        | Cukuda Szakie (JPN) · 11,736      |                        |          |                                       |                        |          |                        |               | Simona Krupeckaitė (LTU) · 11,389, 11,672     |                        |              | Willy Kanis (NED) · 11,537, 11,885                                                     | Anna Meares (AUS) · 11,363, 11,118                                            |          |
| Chris Hoy Jason Kenny Jamie Staff | Férfi csapatsprint  | 42,950    | 1.        |                                   |                        |          |                                       |                        |          |                        |               |                                               |                        |              | Egyesült Államok (USA) · Michael Blatchford · Adam Duvendeck · Giddeon Massie · 43,034 | Franciaország (FRA) · Grégory Baugé · Kévin Sireau · Arnaud Tournant · 43,128 |          |

Üldözőversenyek
| Versenyző                                             | Versenyszám                | Selejtező | Selejtező | Elődöntő | Elődöntő  | Elődöntő | Döntő                                                                                          | Döntő     | Döntő    |
| Versenyző                                             | Versenyszám                | Idő       | Hely.     | Ellenfél Idő | Saját idő | Hely.    | Ellenfél Idő                                                                                   | Saját idő | Helyezés |
| ----------------------------------------------------- | -------------------------- | --------- | --------- | --- | --------- | -------- | ---------------------------------------------------------------------------------------------- | --------- | -------- |
| Steven Burke                                          | Férfi egyéni üldözőverseny | 4:22,260  | 5.        | Volodimir Gyugya (UKR) · 4:22,471                                                                                 | 4:21,558  | 3.       | Bronzmérkőzés · Alekszej Markov (RUS) · 4:24,149                                               | 4:20,947  |          |
| Bradley Wiggins                                       | Férfi egyéni üldözőverseny | 4:15,031  | 1.        | Alekszandr Szerov (RUS) · 4:25,391                                                                                | 4:16,571  | 1.       | Hayden Roulston (NZL) · 4:19,611                                                               | 4:16,977  |          |
| Wendy Houvenaghel                                     | Női egyéni üldözőverseny   | 3:28,443  | 1.        | Lada Kozlíková (CZE) · nem ért célba                                                                              | 3:27,829  | 2.       | Rebecca Romero (GBR) · 3:28,321                                                                | 3:30,395  |          |
| Rebecca Romero                                        | Női egyéni üldözőverseny   | 3:28,641  | 2.        | Katie Mactier (AUS) · 3:37,296                                                                                    | 3:27,703  | 1.       | Wendy Houvenaghel (GBR) · 3:30,395                                                             | 3:28,321  |          |
| Ed Clancy Paul Manning Geraint Thomas Bradley Wiggins | Férfi csapat üldözőverseny | 3:57,101  | 1.        | Oroszország (RUS) · Jevgenyij Kovaljov · Alekszej Markov · Alekszandr Petrovszkij · Alekszandr Szerov · lekörözve | 3:55,202  | 1.       | Dánia (DEN) · Michael Mørkøv · Casper Jørgensen · Jens-Erik Madsen · Alex Rasmussen · 4:00,040 | 3:53,314  |          |

Keirin
| Versenyző  | Versenyszám  | 1. forduló | Vigaszág | 2. forduló | Döntő    | Helyezés |
| Versenyző  | Versenyszám  | Helyezés   | Helyezés | Helyezés   | Helyezés | Helyezés |
| ---------- | ------------ | ---------- | -------- | ---------- | -------- | -------- |
| Ross Edgar | Férfi keirin | 1.         |          | 1.         | 2.       |          |
| Chris Hoy  | Férfi keirin | 1.         |          | 1.         | 1.       |          |

Pontversenyek
| Versenyző                      | Versenyszám       | Pont | Helyezés |
| ------------------------------ | ----------------- | ---- | -------- |
| Chris Newton                   | Férfi pontverseny | 56   |          |
| Rebecca Romero                 | Női pontverseny   | 3    | 11.      |
| Mark Cavendish Bradley Wiggins | Férfi madison     | 6    | 9.       |

## Lovaglás
Három szakágban összesen 12 sportoló képviselte a brit csapatot az olimpia lovas számaiban. A versenyekre Hongkongban került sor. Zara Phillips, az egyik lovasverseny világbajnoka egészen addig a keret tagja volt, míg lova meg nem sérült, ami azt jelentette, hogy így elveszett számára a második sikeres olimpia reménye.
Díjlovaglás
| Versenyző                                            | Ló                                 | Versenyszám | 1. kör | 1. kör | 2. kör  | 2. kör  | 3. kör  | 3. kör  | Végeredmény | Végeredmény |
| Versenyző                                            | Ló                                 | Versenyszám | Pont   | Hely.  | Pont    | Hely.   | Pont    | Hely.   | Pont        | Helyezés    |
| ---------------------------------------------------- | ---------------------------------- | ----------- | ------ | ------ | ------- | ------- | ------- | ------- | ----------- | ----------- |
| Laura Bechtolsheimer                                 | Mistral Hojris                     | Egyéni      | 65,917 | 23.    | 67,160  | 17.     | kiesett | kiesett | kiesett     | kiesett     |
| Jane Bredin-Gregory                                  | Lucky Star                         | Egyéni      | 63,375 | 30.    | kiesett | kiesett | kiesett | kiesett | kiesett     | kiesett     |
| Emma Hindle                                          | Lancet 2                           | Egyéni      | 71,125 | 4.     | 70,440  | 8.      | 74,250  | 6.*     | 72,345      | 7.          |
| Jane Bredin-Gregory Emma Hindle Laura Bechtolsheimer | Lucky Star Lancet 2 Mistral Hojris | Csapat      |        |        |         |         |         |         | 66,806      | 5.          |

Díjugratás
| Versenyző                            | Ló                                  | Versenyszám | Selejtező | Selejtező | Selejtező        | Selejtező        | Selejtező        | Selejtező | Selejtező | Selejtező | Döntő   | Döntő   | Döntő   | Döntő   | Végeredmény | Végeredmény |
| Versenyző                            | Ló                                  | Versenyszám | 1. kör    | 1. kör    | 2. kör           | 2. kör           | 2. kör           | 3. kör    | 3. kör    | 3. kör    | 1. kör  | 1. kör  | 2. kör  | 2. kör  | Végeredmény | Végeredmény |
| Versenyző                            | Ló                                  | Versenyszám | Bünt.     | Hely.     | Bünt.            | Össz.            | Hely.            | Bünt.     | Össz.     | Hely.     | Bünt.   | Hely.   | Bünt.   | Hely.   | Bünt.       | Helyezés    |
| ------------------------------------ | ----------------------------------- | ----------- | --------- | --------- | ---------------- | ---------------- | ---------------- | --------- | --------- | --------- | ------- | ------- | ------- | ------- | ----------- | ----------- |
| Ben Maher                            | Rolette                             | Egyéni      | 1         | 13.       | 4                | 5                | 10.              | 0         | 5         | 5.        | 0       | 1.      | 20      | 19.     | 20          | 19.         |
| Nick Skelton                         | Russel                              | Egyéni      | 1         | 13.       | 8                | 9                | 19.              | 13        | 22        | 27.       | 12      | 28.     | kiesett | kiesett | kiesett     | kiesett     |
| Tim Stockdale                        | Fresh Direct Corlato                | Egyéni      | 4         | 26.       | 4                | 8                | 13.              | 8         | 16        | 15.       | 0       | 1.      | 16      | 17.     | 16          | 15.**       |
| John Whitaker                        | Peppermill                          | Egyéni      | 5         | 35.       | nem állt rajthoz | nem állt rajthoz | nem állt rajthoz | kiesett   | kiesett   | kiesett   | kiesett | kiesett | kiesett | kiesett | kiesett     | kiesett     |
| Nick Skelton Tim Stockdale Ben Maher | Russel Fresh Direct Corlato Rolette | Csapat      |           |           |                  |                  |                  |           |           |           | 16      | 4.      | 21      | 5.      | 37          | 5.          |

Lovastusa
| Versenyző                                                           | Ló                                                                      | Versenyszám | Díjlovaglás | Díjlovaglás | Tereplovaglás | Tereplovaglás | Tereplovaglás | Díjugratás | Díjugratás | Díjugratás | Díjugratás | Végeredmény | Végeredmény |
| Versenyző                                                           | Ló                                                                      | Versenyszám | Díjlovaglás | Díjlovaglás | Tereplovaglás | Tereplovaglás | Tereplovaglás | 1. kör     | 1. kör     | 2. kör     | 2. kör     | Végeredmény | Végeredmény |
| Versenyző                                                           | Ló                                                                      | Versenyszám | Bünt.       | Hely.       | Bünt.         | Hely.         | Össz.         | Bünt.      | Hely.      | Bünt.      | Hely.      | Bünt.       | Helyezés    |
| ------------------------------------------------------------------- | ----------------------------------------------------------------------- | ----------- | ----------- | ----------- | ------------- | ------------- | ------------- | ---------- | ---------- | ---------- | ---------- | ----------- | ----------- |
| Tina Cook                                                           | Miners Frolic                                                           | Egyéni      | 40,2        | 13.         | 17,2          | 13.**         | 10.           | 0          | 1.         | 0          | 1.         | 57,4        |             |
| Daisy Dick                                                          | Spring Along                                                            | Egyéni      | 51,7        | 37.         | 17,2          | 13.**         | 24.           | 11         | 40.        | kiesett    | kiesett    | 79,9        | 28.         |
| William Fox-Pitt                                                    | Parkmore Ed                                                             | Egyéni      | 50,2        | 34.         | 10,0          | 2.            | 14.           | 4          | 19.        | 4          | 11.        | 68,2        | 12.         |
| Sharon Hunt                                                         | Tankers Town                                                            | Egyéni      | 43,5        | 18.         | 47,6          | 45.           | 38.           | 4          | 19.        | kiesett    | kiesett    | 95,1        | 34.         |
| Mary Thomson-King                                                   | Call Again Cavalier                                                     | Egyéni      | 38,1        | 9.          | 18,0          | 17.           | 5.            | 8          | 32.        | 4          | 11.        | 68,1        | 11.         |
| Sharon Hunt Daisy Dick William Fox-Pitt Tina Cook Mary Thomson-King | Tankers Town Spring Along Parkmore Ed Miners Frolic Call Again Cavalier | Csapat      | 121,8       | 4.          | 44,4          | 3.            | 3.            | 12         | 6.         |            |            | 185,7       |             |

* - egy másik versenyzővel azonos eredményt ért el

** - két másik versenyzővel azonos eredményt ért el

## Műugrás
Összesen tíz versenyző képviselte a brit csapatot az egyéni és a szinkronugrásokon. Többek között a 14 éves Tom Daley, 2008. 10 méteres bajnoka, és a brit csapat egyik legfiatalabb tagja.
Férfi
| Versenyző                     | Versenyszám          | Selejtező | Selejtező | Elődöntő | Elődöntő | Döntő   | Döntő    |
| Versenyző                     | Versenyszám          | Pont      | Helyezés  | Pont     | Helyezés | Pont    | Helyezés |
| ----------------------------- | -------------------- | --------- | --------- | -------- | -------- | ------- | -------- |
| Ben Swain                     | Egyéni műugrás       | 390,30    | 26.       | kiesett  | kiesett  | kiesett | kiesett  |
| Tom Daley                     | Egyéni toronyugrás   | 440,40    | 12.       | 458,60   | 8.       | 463,55  | 7.       |
| Peter Waterfield              | Egyéni toronyugrás   | 497,65    | 4.        | 430,95   | 13.      | kiesett | kiesett  |
| Nick Robinson-Baker Ben Swain | Szinkron műugrás     |           |           |          |          | 402,36  | 7.       |
| Blake Aldridge Tom Daley      | Szinkron toronyugrás |           |           |          |          | 408,48  | 8.       |

Női
| Versenyző                            | Versenyszám          | Selejtező | Selejtező | Elődöntő | Elődöntő | Döntő   | Döntő    |
| Versenyző                            | Versenyszám          | Pont      | Helyezés  | Pont     | Helyezés | Pont    | Helyezés |
| ------------------------------------ | -------------------- | --------- | --------- | -------- | -------- | ------- | -------- |
| Rebecca Gallantree                   | Egyéni műugrás       | 232,75    | 25.       | kiesett  | kiesett  | kiesett | kiesett  |
| Tonia Couch                          | Egyéni toronyugrás   | 320,40    | 12.       | 297,20   | 12.      | 328,70  | 8.       |
| Stacie Powell                        | Egyéni toronyugrás   | 313,90    | 14.       | 301,75   | 11.      | 303,50  | 10.      |
| Tandi Gerrard-Indergaard Hayley Sage | Szinkron műugrás     |           |           |          |          | 278,25  | 8.       |
| Tonia Couch Stacie Powell            | Szinkron toronyugrás |           |           |          |          | 303,48  | 8.       |

## Ökölvívás
| Versenyző          | Versenyszám     | Selejtező                   | Nyolcaddöntő                  | Negyeddöntő                   | Elődöntő                       | Döntő                       | Helyezés |
| Versenyző          | Versenyszám     | Ellenfél Eredmény           | Ellenfél Eredmény             | Ellenfél Eredmény             | Ellenfél Eredmény              | Ellenfél Eredmény           | Helyezés |
| ------------------ | --------------- | --------------------------- | ----------------------------- | ----------------------------- | ------------------------------ | --------------------------- | -------- |
| Khalid Saeed Yafai | Légsúly         |                             | Andry Laffita (CUB) · 3-9     | kiesett                       | kiesett                        | kiesett                     | 9.       |
| Joe Murray         | Harmatsúly      | Ku Jü (CHN) · 7-17          | kiesett                       | kiesett                       | kiesett                        | kiesett                     | 17.      |
| Bradley Saunders   | Kisváltósúly    | Samuel Neequaye (GHA) · KO  | Alexis Vastine (FRA) · 7-11   | kiesett                       | kiesett                        | kiesett                     | 9.       |
| Billy Joe Saunders | Váltósúly       | Adem Kılıççı (TUR) · 14-3   | Carlos Banteux (CUB) · 6-13   | kiesett                       | kiesett                        | kiesett                     | 9.       |
| James DeGale       | Középsúly       | Mohammed Hikal (EGY) · 13-4 | Shawn Estrada (USA) · 11-5    | Baktijar Artajev (KAZ) · 8-3  | Darren Sutherland (IRL) · 10-3 | Emilio Correa (CUB) · 16-14 |          |
| Tony Jeffries      | Félnehézsúly    |                             | Eléider Álvarez (COL) · +5-5  | Szellő Imre (HUN) · 10-2      | Kenneth Egan (IRL) · 3-10      | kiesett                     |          |
| David Price        | Szupernehézsúly |                             | Iszlam Timurzijev (RUS) · RSC | Jaroslavas Jakšto (LTU) · RSC | Roberto Cammarelle (ITA) · RSC | kiesett                     |          |

RSC - a játékvezető megállította a mérkőzést

## Öttusa
A brit csapat az összesen lehetséges mind a négy helyre küldött öttusázót az olimpiára. 1996 óta ez volt az első alkalom, hogy az ország indított férfi versenyzőt is öttusában.
| Versenyző       | Versenyszám | Lövészet | Lövészet | Lövészet | Vívás    | Vívás | Vívás  | Úszás   | Úszás | Úszás | Lovaglás | Lovaglás | Lovaglás | Lovaglás | Futás    | Futás | Futás | Összesen    | Összesen |
| Versenyző       | Versenyszám | Pontszám | Pont     | Hely.    | Eredmény | Pont  | Hely.  | Idő     | Pont  | Hely. | Idő      | Hibapont | Pont     | Hely.    | Idő      | Pont  | Hely. | Összes pont | Helyezés |
| --------------- | ----------- | -------- | -------- | -------- | -------- | ----- | ------ | ------- | ----- | ----- | -------- | -------- | -------- | -------- | -------- | ----- | ----- | ----------- | -------- |
| Sam Weale       | Férfi       | 177      | 1060     | 25.      | 18-17    | 832   | 13.*** | 2:02,87 | 1328  | 8.    | 1:23,56  | 164      | 1036     | 18.      | 9:21,18  | 1156  | 8.    | 5412        | 10.      |
| Nick Woodbridge | Férfi       | 160      | 856      | 35.      | 14-21    | 736   | 29.**  | 1:55,96 | 1412  | 2.    | 1:13,22  | 140      | 1060     | 12.      | 9:34,46  | 1104  | 20.   | 5168        | 25.      |
| Heather Fell    | Női         | 185      | 1156     | 6.       | 20-15    | 880   | 11.*   | 2:12,77 | 1328  | 3.    | 1:11,58  | 56       | 1144     | 11.      | 10:19,28 | 1244  | 5.    | 5752        |          |
| Katy Livingston | Női         | 178      | 1072     | 18.      | 17-18    | 808   | 18.**  | 2:15,68 | 1292  | 7.    | 1:07,28  | 28       | 1172     | 6.       | 10:29,47 | 1204  | 10.   | 5548        | 7.       |

* - két másik versenyzővel azonos eredményt ért el

** - három másik versenyzővel azonos eredményt ért el

*** - négy másik versenyzővel azonos eredményt ért el

## Sportlövészet
Férfi
| Versenyző      | Versenyszám           | Selejtező | Selejtező | Döntő   | Döntő    |
| Versenyző      | Versenyszám           | Pont      | Helyezés  | Pont    | Helyezés |
| -------------- | --------------------- | --------- | --------- | ------- | -------- |
| Jon Hammond    | Légpuska              | 589       | 29.       | kiesett | kiesett  |
| Jon Hammond    | Sportpuska, fekvő     | 589       | 34.       | kiesett | kiesett  |
| Jon Hammond    | Sportpuska, összetett | 1148      | 42.       | kiesett | kiesett  |
| Richard Faulds | Dupla trap            | 137       | 5.        | 180     | 6.       |
| Steven Scott   | Dupla trap            | 134       | 13.       | kiesett | kiesett  |

Női
| Versenyző         | Versenyszám | Selejtező | Selejtező | Döntő   | Döntő    |
| Versenyző         | Versenyszám | Pont      | Helyezés  | Pont    | Helyezés |
| ----------------- | ----------- | --------- | --------- | ------- | -------- |
| Charlotte Kerwood | Trap        | 58        | 16.       | kiesett | kiesett  |
| Elena Little      | Skeet       | 66        | 14.       | kiesett | kiesett  |

## Súlyemelés
Női
| Versenyző       | Versenyszám | Szakítás | Szakítás | Lökés    | Lökés    | Összesen | Helyezés |
| Versenyző       | Versenyszám | Eredmény | Helyezés | Eredmény | Helyezés | Összesen | Helyezés |
| --------------- | ----------- | -------- | -------- | -------- | -------- | -------- | -------- |
| Michaela Breeze | 63 kg       | 85,0     | 15.*     | 100,0    | 15.      | 185,0    | 15.      |

* - egy másik versenyzővel azonos eredményt ért el

## Szinkronúszás
| Versenyző                    | Versenyszám | Technikai gyakorlat | Technikai gyakorlat | Selejtező        | Selejtező        | Selejtező  | Selejtező  | Döntő            | Döntő            | Döntő      | Döntő      | Helyezés |
| Versenyző                    | Versenyszám | Technikai gyakorlat | Technikai gyakorlat | Szabad gyakorlat | Szabad gyakorlat | Összesítés | Összesítés | Szabad gyakorlat | Szabad gyakorlat | Összesítés | Összesítés | Helyezés |
| Versenyző                    | Versenyszám | Pont                | Hely.               | Pont             | Hely.            | Pont       | Hely.      | Pont             | Hely.            | Pont       | Hely.      | Helyezés |
| ---------------------------- | ----------- | ------------------- | ------------------- | ---------------- | ---------------- | ---------- | ---------- | ---------------- | ---------------- | ---------- | ---------- | -------- |
| Olivia Allison Jenna Randall | Páros       | 43,917              | 14.                 | 44,667           | 13.*             | 88,584     | 14.        | kiesett          | kiesett          | kiesett    | kiesett    | 14.      |

* - egy másik párossal azonos eredményt értek el

## Taekwondo
Férfi
| Versenyző      | Versenyszám | Nyolcaddöntő                | Negyeddöntő                | Elődöntő                    | Vigaszág elődöntő           | Bronz- mérkőzés     | Döntő             | Helyezés |
| Versenyző      | Versenyszám | Ellenfél Eredmény           | Ellenfél Eredmény          | Ellenfél Eredmény           | Ellenfél Eredmény           | Ellenfél Eredmény   | Ellenfél Eredmény | Helyezés |
| -------------- | ----------- | --------------------------- | -------------------------- | --------------------------- | --------------------------- | ------------------- | ----------------- | -------- |
| Michael Harvey | Légsúly     | Guillermo Pérez (MEX) · 2-3 |                            |                             | Rohullah Nikpai (AFG) · 1-2 | kiesett             |                   | 7.       |
| Aaron Cook     | Váltósúly   | Anju Jason (MHL) · 7-0      | Carlos Vásquez (VEN) · 5-2 | Mauro Sarmiento (ITA) · 5-6 |                             | Csu Kuo (CHN) · 1-4 |                   | 5.       |

Női
| Versenyző       | Versenyszám | Nyolcaddöntő             | Negyeddöntő                 | Elődöntő                   | Vigaszág elődöntő | Bronz- mérkőzés            | Döntő             | Helyezés |
| Versenyző       | Versenyszám | Ellenfél Eredmény        | Ellenfél Eredmény           | Ellenfél Eredmény          | Ellenfél Eredmény | Ellenfél Eredmény          | Ellenfél Eredmény | Helyezés |
| --------------- | ----------- | ------------------------ | --------------------------- | -------------------------- | ----------------- | -------------------------- | ----------------- | -------- |
| Sarah Stevenson | Nehézsúly   | Nádín Daváni (JOR) · 3-2 | Csen Csung (CHN) · 0-1 2-1* | María Espinoza (MEX) · 1-4 |                   | Noha Abd-Rabbo (EGY) · 5-1 |                   |          |

* - egy fejre mért ütést nem ítéltek meg számára, mely ítéletet utólag, videóról visszanézve módosítottak
Egy másik brit reménykedő, Aaron Cook is elégedetlen volt a bírókkal, mikor elvesztette a férfi 80 kg-osok bronzmérkőzését.

## Tenisz
Férfi
| Versenyző                | Versenyszám | 64-es főtábla                 | 32-es főtábla                                                | Nyolcaddöntő                                                     | Negyeddöntő       | Elődöntő          | Bronz- mérkőzés   | Döntő             | Helyezés |
| Versenyző                | Versenyszám | Ellenfél Eredmény             | Ellenfél Eredmény                                            | Ellenfél Eredmény                                                | Ellenfél Eredmény | Ellenfél Eredmény | Ellenfél Eredmény | Ellenfél Eredmény | Helyezés |
| ------------------------ | ----------- | ----------------------------- | ------------------------------------------------------------ | ---------------------------------------------------------------- | ----------------- | ----------------- | ----------------- | ----------------- | -------- |
| Andy Murray              | Egyes       | Lu Jen-hszun (TPE) · 6-7, 4-6 | kiesett                                                      | kiesett                                                          | kiesett           | kiesett           | kiesett           | kiesett           | 33.      |
| Andy Murray Jamie Murray | Páros       |                               | Kanada (CAN) · Daniel Nestor · Fred Niemeyer · 4-6, 6-3, 6-4 | Franciaország (FRA) · Arnaud Clément · Michaël Llodra · 1-6, 3-6 | kiesett           | kiesett           | kiesett           | kiesett           | 9.       |

## Tollaslabda
Nagy-Britannia a tollaslabda öt száma közül négyben képviseltette magát. Összesen hat sportoló képviselte az országot, akik – mivel nem szereztek érmet – nem tudták teljesíteni azt az egy érmes elvárást, melyet a UK Sport várt tőlük. A Gail Emms, Nathan Robertson felállásban versenyző, az athéni versenyeket megnyerő vegyes páros jutott a brit versenyzők közül a legtovább, a negyeddöntőkig.
| Versenyző                   | Versenyszám  | Selejtező                               | 32-es főtábla                           | Nyolcaddöntő                                           | Negyeddöntő                                            | Elődöntő          | Bronz- mérkőzés   | Döntő             | Helyezés |
| Versenyző                   | Versenyszám  | Ellenfél Eredmény                       | Ellenfél Eredmény                       | Ellenfél Eredmény                                      | Ellenfél Eredmény                                      | Ellenfél Eredmény | Ellenfél Eredmény | Ellenfél Eredmény | Helyezés |
| --------------------------- | ------------ | --------------------------------------- | --------------------------------------- | ------------------------------------------------------ | ------------------------------------------------------ | ----------------- | ----------------- | ----------------- | -------- |
| Andrew Smith                | Férfi egyes  | Petr Koukal (CZE) · 10-21, 21-12, 21-15 | Marc Zwiebler (GER) · 21-16 13-21 17-21 | kiesett                                                | kiesett                                                | kiesett           | kiesett           | kiesett           | 17.      |
| Tracey Hallam               | Női egyes    | Yip Pui Yin (HKG) · 21-15, 21-17        | Kristína Ludíková (CZE) · 21-18, 21-13  | Huaiwen Xu (GER) · 10-21, 7-21                         | kiesett                                                | kiesett           | kiesett           | kiesett           | 9.       |
| Gail Emms Donna Kellogg     | Női páros    |                                         |                                         | Kína (CHN) · Vej Ji-li · Csang Ja-ven · 19-21 13-21    | kiesett                                                | kiesett           | kiesett           | kiesett           | 9.       |
| Gail Emms Nathan Robertson  | Vegyes páros |                                         |                                         | Kína (CHN) · Cseng Po · Kao Ling · 21-16, 16-21, 21-19 | Dél-Korea (KOR) · I Hjodzsong · I Jongde · 19-21 12-21 | kiesett           | kiesett           | kiesett           | 5.       |
| Anthony Clark Donna Kellogg | Vegyes páros |                                         |                                         | Kína (CHN) · Ho Han-pin · Jü Jang · 15-21 8-21         | kiesett                                                | kiesett           | kiesett           | kiesett           | 9.       |

## Torna
Férfi
| Versenyző       | Versenyszám      | Selejtező | Selejtező | Döntő    | Döntő    |
| Versenyző       | Versenyszám      | Pontszám  | Helyezés  | Pontszám | Helyezés |
| --------------- | ---------------- | --------- | --------- | -------- | -------- |
| Daniel Keatings | Talaj            | 14,900    | 34.       | kiesett  | kiesett  |
| Daniel Keatings | Ugrás            | 15,625    |           | kiesett  | kiesett  |
| Daniel Keatings | Korlát           | 14,900    | 50.       | kiesett  | kiesett  |
| Daniel Keatings | Nyújtó           | 14,575    | 39.       | kiesett  | kiesett  |
| Daniel Keatings | Gyűrű            | 13,775    | 64.       | kiesett  | kiesett  |
| Daniel Keatings | Lólengés         | 15,175    | 10.       | kiesett  | kiesett  |
| Daniel Keatings | Egyéni összetett | 88,950    | 25.       | 89,000   | 20.      |
| Louis Smith     | Talaj            | 13,700    | 70.       | kiesett  | kiesett  |
| Louis Smith     | Ugrás            | 15,375    |           | kiesett  | kiesett  |
| Louis Smith     | Korlát           | 13,425    | 73.       | kiesett  | kiesett  |
| Louis Smith     | Nyújtó           | 14,175    | 56.       | kiesett  | kiesett  |
| Louis Smith     | Gyűrű            | 13,325    | 69.       | kiesett  | kiesett  |
| Louis Smith     | Lólengés         | 15,325    | 5.        | 15,725   |          |
| Louis Smith     | Egyéni összetett | 85,325    | 41.       | kiesett  | kiesett  |

Női
| Versenyző                                                                                    | Versenyszám      | Selejtező | Selejtező | Döntő    | Döntő    |
| Versenyző                                                                                    | Versenyszám      | Pontszám  | Helyezés  | Pontszám | Helyezés |
| -------------------------------------------------------------------------------------------- | ---------------- | --------- | --------- | -------- | -------- |
| Imogen Cairns                                                                                | Talaj            | 14,550    | 23.       | kiesett  | kiesett  |
| Imogen Cairns                                                                                | Ugrás            | 14,850    |           | kiesett  | kiesett  |
| Imogen Cairns                                                                                | Felemás korlát   | 13,475    | 68.       | kiesett  | kiesett  |
| Imogen Cairns                                                                                | Gerenda          | 14,175    | 51.       | kiesett  | kiesett  |
| Imogen Cairns                                                                                | Egyéni összetett | 57,050    | 33.       | kiesett  | kiesett  |
| Beckie Downie                                                                                | Talaj            | 14,150    | 43.       | kiesett  | kiesett  |
| Beckie Downie                                                                                | Ugrás            | 15,050    |           | kiesett  | kiesett  |
| Beckie Downie                                                                                | Felemás korlát   | 14,650    | 33.       | kiesett  | kiesett  |
| Beckie Downie                                                                                | Gerenda          | 14,225    | 50.       | kiesett  | kiesett  |
| Beckie Downie                                                                                | Egyéni összetett | 58,075    | 24.       | 59,450   | 12.      |
| Marissa Petra King                                                                           | Talaj            | 13,750    | 62.       | kiesett  | kiesett  |
| Marissa Petra King                                                                           | Ugrás            | 14,875    |           | kiesett  | kiesett  |
| Marissa Petra King                                                                           | Felemás korlát   | 13,475    | 69.       | kiesett  | kiesett  |
| Marissa Petra King                                                                           | Gerenda          | 14,325    | 46.       | kiesett  | kiesett  |
| Marissa Petra King                                                                           | Egyéni összetett | 56,425    | 42.       | kiesett  | kiesett  |
| Beth Tweddle                                                                                 | Talaj            | 14,950    | 11.       | kiesett  | kiesett  |
| Beth Tweddle                                                                                 | Felemás korlát   | 15,650    | 8.        | 16,625   | 4.       |
| Beth Tweddle                                                                                 | Egyéni összetett | 30,600    | 80.       | kiesett  | kiesett  |
| Hannah Whelan                                                                                | Talaj            | 14,125    | 46.       | kiesett  | kiesett  |
| Hannah Whelan                                                                                | Ugrás            | 13,500    |           | kiesett  | kiesett  |
| Hannah Whelan                                                                                | Gerenda          | 14,325    | 45.       | kiesett  | kiesett  |
| Hannah Whelan                                                                                | Egyéni összetett | 41,950    | 77.       | kiesett  | kiesett  |
| Rebecca Jayne Wing                                                                           | Ugrás            | 14,550    |           | kiesett  | kiesett  |
| Rebecca Jayne Wing                                                                           | Felemás korlát   | 14,100    | 56.       | kiesett  | kiesett  |
| Rebecca Jayne Wing                                                                           | Gerenda          | 14,575    | 39.       | kiesett  | kiesett  |
| Rebecca Jayne Wing                                                                           | Egyéni összetett | 43,225    | 72.       | kiesett  | kiesett  |
| Imogen Cairns Beckie Downie Marissa Petra King Beth Tweddle Hannah Whelan Rebecca Jayne Wing | Csapat összetett | 232,425   | 9.        | kiesett  | kiesett  |

Megjegyzés
- Eredetileg Laura Jonest választották a keret tagjává, azonban mivel porckorongsérvet kapott, helyette Imogen Cairns indult.[38]

### Trambulin
| Versenyző     | Versenyszám | Selejtező | Selejtező | Döntő    | Döntő    |
| Versenyző     | Versenyszám | Pontszám  | Helyezés  | Pontszám | Helyezés |
| ------------- | ----------- | --------- | --------- | -------- | -------- |
| Claire Wright | Női         | 63,1      | 10.       | kiesett  | kiesett  |

## Triatlon
| Versenyző         | Versenyszám | 1,5 km úszás | 1,5 km úszás | 40 km kerékpározás | 40 km kerékpározás | 10 km futás      | 10 km futás      | Összesítés    | Összesítés    |
| Versenyző         | Versenyszám | Idő          | Hely.        | Idő                | Hely.              | Idő              | Hely.            | Idő           | Helyezés      |
| ----------------- | ----------- | ------------ | ------------ | ------------------ | ------------------ | ---------------- | ---------------- | ------------- | ------------- |
| Alistair Brownlee | Férfi       | 18:11        | 13.          | 59:05              | 36.*               | 32:07            | 12.              | 1:50:19,62    | 12.           |
| Will Clarke       | Férfi       | 18:53        | 47.          | 58:23              | 6.                 | 32:18            | 13.              | 1:50:32,07    | 14.           |
| Tim Don           | Férfi       | 18:54        | 48.          | nem teljesítette   | nem teljesítette   | nem teljesítette | nem teljesítette | nem ért célba | nem ért célba |
| Hollie Avil       | Női         | 20:09        | 33.          | nem teljesítette   | nem teljesítette   | nem teljesítette | nem teljesítette | nem ért célba | nem ért célba |
| Helen Tucker      | Női         | 19:52        | 8.           | 1:04:17            | 10.**              | 37:39            | 28.              | 2:02:55,74    | 21.           |

* - egy másik versenyzővel azonos időt ért el

** - két másik versenyzővel azonos időt ért el

## Úszás

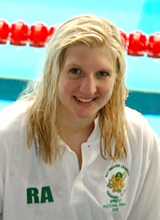
A kétszeres aranyérmes Rebecca Adlington

A pekingi medencékbe kerülőket 2008 áprilisában a sheffieldi brit úszóválogatáson választották ki. A nyílt vízi válogatásra a spanyolországi világbajnokságon került sor.
Férfi
| Versenyző                                               | Versenyszám            | Előfutam | Előfutam | Előfutam | Elődöntő | Elődöntő | Elődöntő | Döntő     | Döntő    |
| Versenyző                                               | Versenyszám            | Idő      | Hely.    | Össz.    | Idő      | Hely.    | Össz.    | Idő       | Helyezés |
| ------------------------------------------------------- | ---------------------- | -------- | -------- | -------- | -------- | -------- | -------- | --------- | -------- |
| Mark Foster                                             | 50 m gyors             | 22,35    | 6.*      | 23.*     | kiesett  | kiesett  | kiesett  | kiesett   | kiesett  |
| Ross Davenport                                          | 200 m gyors            | 1:47,13  | 6.       | 11.      | 1:47,35  | 3.       | 10.      | kiesett   | kiesett  |
| Robert Renwick                                          | 200 m gyors            | 1:47,82  | 3.       | 17.      | 1:47,07  | 7.       | 8.       | 1:47,47   | 8.       |
| David Carry                                             | 400 m gyors            | 3:47,17  | 5.       | 15.      |          |          |          | kiesett   | kiesett  |
| Dean Milwain                                            | 400 m gyors            | 3:48,77  | 7.       | 21.      |          |          |          | kiesett   | kiesett  |
| Richard Charlesworth                                    | 1500 m gyors           | 15:17,27 | 7.       | 25.      |          |          |          | kiesett   | kiesett  |
| David Davies                                            | 1500 m gyors           | 14:46,11 | 3.       | 5.       |          |          |          | 14:52,11  | 6.       |
| David Davies                                            | 10 km nyílt vízi       |          |          |          |          |          |          | 1:51:53,1 |          |
| Gregor Tait                                             | 200 m hát              | 1:57,03  | 2.       | 5.       | 1:56,72  | 4.       | 6.       | 1:57,00   | 8.       |
| Gregor Tait                                             | 100 m hát              | 54,62    | 5.       | 16.      | 54,37    | 6.       | 12.      | kiesett   | kiesett  |
| Liam Tancock                                            | 100 m hát              | 53,85    | 3.       | 6.       | 53,61    | 3.       | 6.       | 53,39     | 6.       |
| Liam Tancock                                            | 200 m vegyes           | 1:59,79  | 4.       | 14.      | 1:59,42  | 4.       | 7.       | 2:00,76   | 8.       |
| James Goddard                                           | 200 m vegyes           | 1:59,74  | 5.       | 13.      | 1:58,63  | 3.       | 6.       | 1:59,24   | 6.       |
| Euan Dale                                               | 400 m vegyes           | 4:18,60  | 6.       | 19.      |          |          |          | kiesett   | kiesett  |
| Tom Haffield                                            | 400 m vegyes           | 4:16,72  | 7.       | 17.      |          |          |          | kiesett   | kiesett  |
| Chris Cook                                              | 100 m mell             | 1:00,70  | 4.       | 15.      | 1:00,81  | 7.       | 15.      | kiesett   | kiesett  |
| Kristopher Gilchrist                                    | 100 m mell             | 1:01,34  | 7.       | 27.      | kiesett  | kiesett  | kiesett  | kiesett   | kiesett  |
| Kristopher Gilchrist                                    | 200 m mell             | 2:11,13  | 3.       | 15.      | 2:10,27  | 7.       | 13.      | kiesett   | kiesett  |
| James Kirton                                            | 200 m mell             | 2:15,25  | 8.       | 37.      | kiesett  | kiesett  | kiesett  | kiesett   | kiesett  |
| Todd Cooper                                             | 100 m pillangó         | 52,52    | 5.       | 29.      | kiesett  | kiesett  | kiesett  | kiesett   | kiesett  |
| Michael Rock                                            | 100 m pillangó         | 52,48    | 4.       | 27.      | kiesett  | kiesett  | kiesett  | kiesett   | kiesett  |
| Michael Rock                                            | 200 m pillangó         | 1:55,55  | 3.       | 9.       | 1:55,90  | 6.       | 12.      | kiesett   | kiesett  |
| Simon Burnett Adam Brown Ross Davenport Benjamin Hockin | 4 × 100 m gyorsváltó   | 3:13,69  | 4.       | 8.       |          |          |          | 3:12,87   | 8.       |
| David Carry Ross Davenport Andrew Hunter Robert Renwick | 4 × 200 m gyorsváltó   | 7:07,89  | 2.       | 4.       |          |          |          | 7:05,92   | 6.       |
| Simon Burnett Chris Cook Michael Rock Liam Tancock      | 4 × 100 m vegyes váltó | 3:33,83  | 3.       | 5.       |          |          |          | 3:33,69   | 6.       |

Női
| Versenyző                                                                     | Versenyszám            | Előfutam | Előfutam | Előfutam | Elődöntő | Elődöntő | Elődöntő | Döntő     | Döntő    |
| Versenyző                                                                     | Versenyszám            | Idő      | Hely.    | Össz.    | Idő      | Hely.    | Össz.    | Idő       | Helyezés |
| ----------------------------------------------------------------------------- | ---------------------- | -------- | -------- | -------- | -------- | -------- | -------- | --------- | -------- |
| Fran Halsall                                                                  | 100 m pillangó         | 58,70    | 5.       | 21.      | kiesett  | kiesett  | kiesett  | kiesett   | kiesett  |
| Fran Halsall                                                                  | 50 m gyors             | 24,93    | 3.       | 8.       | 24,80    | 7.       | 10.      | kiesett   | kiesett  |
| Fran Halsall                                                                  | 100 m gyors            | 53,93    | 1.       | 5.       | 53,94    | 3.       | 5.       | 54,29     | 8.       |
| Caitlin McClatchey                                                            | 200 m gyors            | 1:56,97  | 2.       | 3.       | 1:57,73  | 3.       | 7.       | 1:57,65   | 6.       |
| Joanne Jackson                                                                | 200 m gyors            | 1:58,00  | 4.       | 14.      | 1:58,70  | 7.       | 14.      | kiesett   | kiesett  |
| Joanne Jackson                                                                | 400 m gyors            | 4:03,80  | 2.       | 4.       |          |          |          | 4:03,52   |          |
| Rebecca Adlington                                                             | 400 m gyors            | 4:02,24  | 2.       | 2.       |          |          |          | 4:03,22   |          |
| Rebecca Adlington                                                             | 800 m gyors            | 8:18,06  | 1.       | 1.       |          |          |          | 8:14,10   |          |
| Cassie Patten                                                                 | 800 m gyors            | 8:25,91  | 3.       | 8.       |          |          |          | 8:32,35   | 8.       |
| Cassie Patten                                                                 | 10 km nyílt vízi       |          |          |          |          |          |          | 1:59:31,0 |          |
| Keri-Anne Payne                                                               | 10 km nyílt vízi       |          |          |          |          |          |          | 1:59:29,2 |          |
| Keri-Anne Payne                                                               | 200 m vegyes           | 2:12,78  | 7.       | 14.      | 2:14,14  | 8.       | 16.      | kiesett   | kiesett  |
| Keri-Anne Payne                                                               | 400 m vegyes           | 4:38,69  | 5.       | 15.      |          |          |          | kiesett   | kiesett  |
| Hannah Miley                                                                  | 400 m vegyes           | 4:36,56  | 2.       | 8.       |          |          |          | 4:39,44   | 6.       |
| Hannah Miley                                                                  | 200 m vegyes           | 2:11,72  | 1.       | 4.       | 2:12,35  | 5.       | 11.      | kiesett   | kiesett  |
| Gemma Spofforth                                                               | 100 m hát              | 1:00,11  | 3.       | 6.       | 59,79    | 3.       | 5.       | 59,38     | 4.       |
| Gemma Spofforth                                                               | 200 m hát              | 2:10,58  | 6.       | 16.      | 2:09,19  | 4.       | 9.       | kiesett   | kiesett  |
| Elizabeth Simmonds                                                            | 200 m hát              | 2:08,66  | 1.       | 2.       | 2:08,96  | 3.       | 7.       | 2:08,51   | 6.       |
| Elizabeth Simmonds                                                            | 100 m hát              | 1:00,53  | 4.       | 11.      | 1:00,39  | 5.       | 10.      | kiesett   | kiesett  |
| Kate Haywood                                                                  | 100 m mell             | 1:08,18  | 3.       | 11.      | 1:08,36  | 7.       | 11.      | kiesett   | kiesett  |
| Kirsty Balfour                                                                | 100 m mell             | 1:08,30  | 4.       | 14.      | 1:09,23  | 8.       | 15.      | kiesett   | kiesett  |
| Kirsty Balfour                                                                | 200 m mell             | 2:27,87  | 6.       | 20.*     | kiesett  | kiesett  | kiesett  | kiesett   | kiesett  |
| Jemma Lowe                                                                    | 100 m pillangó         | 58,49    | 4.       | 16.      | 57,78    | 4.       | 6.       | 58,06     | 6.       |
| Jemma Lowe                                                                    | 200 m pillangó         | 2:08,07  | 3.       | 10.      | 2:07,87  | 3.       | 9.       | kiesett   | kiesett  |
| Ellen Gandy                                                                   | 200 m pillangó         | 2:08,98  | 7.       | 15.      | 2:10,60  | 8.       | 15.      | kiesett   | kiesett  |
| Julia Beckett Fran Halsall Melanie Marshall Caitlin McClatchey Jess Sylvester | 4 × 100 m gyorsváltó   | 3:39,18  | 4.       | 8.       |          |          |          | 3:38,18   | 7.       |
| Fran Halsall Joanne Jackson Melanie Marshall Hannah Miley                     | 4 × 200 m gyorsváltó   | 7:56,16  | 6.       | 9.       |          |          |          | kiesett   | kiesett  |
| Fran Halsall Kate Haywood Jemma Lowe Gemma Spofforth                          | 4 × 100 m vegyes váltó | 3:59,14  | 2.       | 2.       |          |          |          | 3:57,50   | 4.       |

* - egy másik versenyzővel azonos időt ért el

## Vitorlázás
Férfi
| Versenyző                 | Versenyszám     | Futam | Futam | Futam | Futam | Futam | Futam | Futam | Futam | Futam | Futam | Futam | Pontszám | Helyezés |
| Versenyző                 | Versenyszám     | 1     | 2     | 3     | 4     | 5     | 6     | 7     | 8     | 9     | 10    | É     | Pontszám | Helyezés |
| ------------------------- | --------------- | ----- | ----- | ----- | ----- | ----- | ----- | ----- | ----- | ----- | ----- | ----- | -------- | -------- |
| Nick Dempsey              | Szörfvitorlázás | 11    | 9     | 3     | 2     | 1     | 7     | 17    | 5     | 3     | 5     | 14    | 60       | 4.       |
| Paul Goodison             | Laser           | 15    | 2     | 15    | 1     | 9     | 7     | 1     | 4     | 6     |       | 18    | 63       |          |
| Nick Rogers Joe Glanfield | 470-es osztály  | 19    | 5     | 1     | 4     | 9     | 6     | 20    | 30    | 2     | 3     | 6     | 75       |          |
| Iain Percy Andrew Simpson | Csillaghajó     | 7     | 13    | 3     | 6     | 8     | 2     | 1     | 1     | 2     | 6     | 10    | 45       |          |

Női
| Versenyző                           | Versenyszám     | Futam | Futam | Futam | Futam | Futam | Futam | Futam | Futam | Futam | Futam | Futam | Pontszám | Helyezés |
| Versenyző                           | Versenyszám     | 1     | 2     | 3     | 4     | 5     | 6     | 7     | 8     | 9     | 10    | É     | Pontszám | Helyezés |
| ----------------------------------- | --------------- | ----- | ----- | ----- | ----- | ----- | ----- | ----- | ----- | ----- | ----- | ----- | -------- | -------- |
| Bryony Shaw                         | Szörfvitorlázás | 4     | 3     | 11    | 6     | 28    | 6     | 5     | 3     | 1     | 2     | 4     | 45       |          |
| Penny Clark                         | Laser radial    | 2     | 22    | 1     | 22    | 3     | 17    | 18    | 23    | 13    |       | 14    | 112      | 10.      |
| Christina Bassadone Saskia Clark    | 470-es osztály  | 20    | 8     | 3     | 4     | 15    | 13    | 8     | 3     | 15    | 5     | 8     | 82       | 6.       |
| Sarah Ayton Sarah Webb Pippa Wilson | Yngling         | 2     | 3     | 4     | 7     | 4     | 2     | 2     | 5     |       |       | 2     | 24       |          |

Nyílt
| Versenyző                  | Versenyszám        | Futam | Futam | Futam | Futam | Futam | Futam | Futam | Futam | Futam | Futam | Futam | Futam | Futam | Pontszám | Helyezés |
| Versenyző                  | Versenyszám        | 1     | 2     | 3     | 4     | 5     | 6     | 7     | 8     | 9     | 10    | 11    | 12    | É     | Pontszám | Helyezés |
| -------------------------- | ------------------ | ----- | ----- | ----- | ----- | ----- | ----- | ----- | ----- | ----- | ----- | ----- | ----- | ----- | -------- | -------- |
| Ben Ainslie                | Finn dingi         | 10    | 1     | 4     | 1     | 1     | 10    | 2     | 2     |       |       |       |       | 2     | 23       |          |
| Stevie Morrison Ben Rhodes | Könnyű 49-es dingi | 4     | 2     | 3     | 8     | 14    | 15    | 20    | 3     | 2     | 8     | 11    | 15    | 6     | 100      | 9.       |
| Leigh McMillan Will Howden | Tornádó            | 6     | 8     | 13    | 8     | 14    | 7     | 7     | 2     | 3     | 12    |       |       | 2     | 68       | 6.       |

É - éremfutam

## Vívás
Nagy-Britanniából három vívó szerzett indulási jogot. Közülük ketten a helyek újraosztása révén kaptak kvótát, mivel a FIE két másik vívótól megvonta az indulási jogot.
Férfi
| Versenyző      | Versenyszám  | Selejtező                       | 32-es főtábla                | Nyolcaddöntő               | Negyeddöntő       | Elődöntő          | Bronz- mérkőzés   | Döntő             | Helyezés |
| Versenyző      | Versenyszám  | Ellenfél Eredmény               | Ellenfél Eredmény            | Ellenfél Eredmény          | Ellenfél Eredmény | Ellenfél Eredmény | Ellenfél Eredmény | Ellenfél Eredmény | Helyezés |
| -------------- | ------------ | ------------------------------- | ---------------------------- | -------------------------- | ----------------- | ----------------- | ----------------- | ----------------- | -------- |
| Richard Kruse  | Tőr, egyéni  |                                 | Virgil Saliscan (ROU) · 15-6 | Peter Joppich (GER) · 9-10 | kiesett           | kiesett           | kiesett           | kiesett           | 14.      |
| Alex O'Connell | Kard, egyéni | Nyikolaj Kovaljov (RUS) · 14-15 | kiesett                      | kiesett                    | kiesett           | kiesett           | kiesett           | kiesett           | 39.      |

Női
| Versenyző       | Versenyszám | Selejtező                | 32-es főtábla     | Nyolcaddöntő      | Negyeddöntő       | Elődöntő          | Bronz- mérkőzés   | Döntő             | Helyezés |
| Versenyző       | Versenyszám | Ellenfél Eredmény        | Ellenfél Eredmény | Ellenfél Eredmény | Ellenfél Eredmény | Ellenfél Eredmény | Ellenfél Eredmény | Ellenfél Eredmény | Helyezés |
| --------------- | ----------- | ------------------------ | ----------------- | ----------------- | ----------------- | ----------------- | ----------------- | ----------------- | -------- |
| Martina Emanuel | Tőr, egyéni | Erinn Smart (USA) · 7-15 | kiesett           | kiesett           | kiesett           | kiesett           | kiesett           | kiesett           | 39.      |

## Vusu
A vusu az olimpiának sem nem hivatalos versenysportága, sem nem bemutatósportága nem volt, de a Pekingi Szervezőbizottság megengedte, hogy az olimpiai játékokkal egy időben megrendezzék a vusubajnokságot, azonban ennek az érmeit nem számították be az éremtáblázatba. Nagy-Britannia két résztvevővel képviseltette magát a versenyeken.
Taolu
| Versenyző      | Esemény                         | Jianshu | Jianshu  | Qiangshu | Qiangshu | Összesen | Összesen | Helyezés |
| Versenyző      | Esemény                         | Pont    | Helyezés | Pont     | Helyezés | Pont     | Helyezés | Helyezés |
| -------------- | ------------------------------- | ------- | -------- | -------- | -------- | -------- | -------- | -------- |
| Richard Devine | Férfi vegyes Jianshu & Qiangshu |         |          |          |          |          |          |          |

Szansou
| Versenyző    | Esemény     | Negyeddöntő      | Elődöntő | Döntő | Helyezés |
| ------------ | ----------- | ---------------- | -------- | ----- | -------- |
| Nick Evagoru | Férfi 85 kg | Elie Saade (LIB) |          |       |          |

## Más sportok
Számos más sportágban is szerepeltek brit sportolók a 2008-as olimpia selejtezőiben, azonban külső okok megakadályozták, hogy indulhassanak a játékokon.

### Baseball
A brit baseball válogatott Hollandia mögött a második helyen végzett a 2007-es európai baseball bajnokságon, ami azt jelentette, hogy részt vehettek a Tajvanon megtartott olimpiai selejtezőn, azonban az anyagiak hiánya az esélyről való lemondásra kényszerítette a csapatot, így a lehetőség Németország válogatottjáé lett.

### Labdarúgás
Mikor London elnyerte a 2012. évi nyári olimpiai játékok rendezési jogát, ekkor merült fel először, hogy egy brit csapat részt vegyen a bajnokságon. Ennek az az oka, hogy hagyományosan nincs labdarúgó válogatottja az Egyesült Királyságnak. A 2007-es U21 labdarúgó Európa-bajnokságon – az olimpia európai selejtezőjén – az angol válogatott bejutott az elődöntőbe, s ez alapján indulhatott volna az olimpián. Mivel az olimpián a csapat az egész országot képviseli, emiatt nem engedték Angliának, hogy induljon. Így egy helyosztót játszott Portugália és Olaszország. Hasonló volt a helyzet a nőknél is, akik mivel benn voltak a 2007-es női labdarúgó világbajnokság három legjobb európai csapata között, ezért indulási jogot szereztek volna. Ezt a helyet a Dánia és Svédország között lejátszott helyosztó győztese kapta meg.

## Rekordok

### Nemzeti rekordok
| Új rekord           | Új rekord | Új rekord    | Új rekord                                                 | Új rekord                                                                                          | Új rekord | Új rekord  | Régi rekord          | Régi rekord       | Régi rekord | Régi rekord                                                                                 |
| Dátum               | Helyszín  | Sport        | Esemény                                                   | Versenyző                                                                                          | Rekord    | Eltérés    | Dátum                | Helyszín          | Rekord      | Versenyző                                                                                   |
| ------------------- | --------- | ------------ | --------------------------------------------------------- | -------------------------------------------------------------------------------------------------- | --------- | ---------- | -------------------- | ----------------- | ----------- | ------------------------------------------------------------------------------------------- |
| 2008. augusztus 9.  | Peking    | Úszás        | Férfi 400 m gyorsúszás Selejtező                          | David Carry                                                                                        | 3:47,17   | -0:00,23   | 2007. július 27.     | Sheffield         | 3:47,40     | David Carry                                                                                 |
| 2008. augusztus 9.  | Peking    | Úszás        | Női 4×100 m gyorsúszás Selejtező                          | Francesca Halsall 54,36 Caitlin McClatchey 54,42 Julia Beckett 55,64 Melanie Marshall 54,76        | 3:39.18   | -0:01,36   | 2000. szeptember 16. | Sydney            | 3:40,54     | Karen Pickering 56,01 Alison Sheppard 54,95 Rosalind Brett 54,92 Sue Rolph 54,66            |
| 2008. augusztus 10. | Peking    | Úszás        | Női 100 m pillangóúszás Elődöntő                          | Jemma Lowe                                                                                         | 57,78     | =0:00,00   | 2008. április 3.     | Sheffield         | 57.78       | Jemma Lowe                                                                                  |
| 2008. augusztus 10. | Peking    | Úszás        | Női 4×100 m gyorsúszás Döntő                              | Francesca Halsall 53,18 NR Caitlin McClatchey 54,48 Jessica Sylvester 55,34 Melanie Marshall 54,55 | 3:38,18   | -0:01,36   | 2008. augusztus 9.   | Peking            | 3:39.18     | Francesca Halsall 54,36 Caitlin McClatchey 54,42 Julia Beckett 55,64 Melanie Marshall 54,76 |
| 2008. augusztus 9.  | Peking    | Úszás        | Női 100 m gyorsúszás set during 4×100 m gyorsúszás döntő  | Francesca Halsall                                                                                  | 53,18     | -0:01,09   | 2008. június 7.      | Róma              | 54,27       | Francesca Halsall                                                                           |
| 2008. augusztus 10. | Peking    | Úszás        | Női 400 m gyorsúszás Selejtező                            | Rebecca Adlington                                                                                  | 4:02,24   | -0:00.56   | 2008. július 13.     | Liverpool         | 4:02,80     | Rebecca Adlington                                                                           |
| 2008. augusztus 10. | Peking    | Úszás        | Férfi 4×100 m gyorsúszás Selejtező                        | Simon Burnett 48,20 NR Adam Brown 48,43 Benjamin Hockin 48,55 Ross Davenport 48,51                 | 3:13.69   | -0:05,27   | 2007. március 25.    | Melbourne         | 3:18,96     | Chris Cozens 51,37 Simon Burnett 48,33 Ross Davenport 49,29 Benjamin Hockin 49,97           |
| 2008. augusztus 10. | Peking    | Úszás        | Férfi 100 méteres gyorsúszás 4×100 m gyorsúszás selejtező | Simon Burnett                                                                                      | 48,20     | -0:00,37   | 2006. március 19.    | Melbourne         | 48,57       | Simon Burnett                                                                               |
| 2008. augusztus 11. | Peking    | Úszás        | Női 100 m hátúszás Elődöntő                               | Gemma Spofforth                                                                                    | 59,79     | -0:00,10   | 2008. április 1.     | Sheffield         | 59,89       | Gemma Spofforth                                                                             |
| 2008. augusztus 11. | Peking    | Úszás        | Férfi 4×100 m gyorsúszás Döntő                            | Simon Burnett 48,34 Adam Brown 47,75 Benjamin Hockin 48,50 Ross Davenport 48,28                    | 3:12,87   | -0:00,82   | 2008. augusztus 10.  | Peking            | 3:13,69     | Simon Burnett 48,20 NR Adam Brown 48,43 Benjamin Hockin 48,55 Ross Davenport 48,51          |
| 2008. augusztus 12. | Peking    | Úszás        | Női 100 m hátúszás Döntő                                  | Gemma Spofforth                                                                                    | 59,38     | -0:00,41   | 2008. augusztus 11.  | Peking            | 59,79       | Gemma Spofforth                                                                             |
| 2008. augusztus 12. | Peking    | Úszás        | Férfi 100 m hát Döntő                                     | Liam Tancock                                                                                       | 53,39     | -0:00,07   | 2007. augusztus 22.  | Chiba, Japán      | 53,46       | Liam Tancock                                                                                |
| 2008. augusztus 12. | Peking    | Úszás        | Férfi 4×200 m gyorsúszás Selejtező                        | David Carry 1:46,47 NR Andrew Hunter 1:46,88 Ross Davenport 1:47,15 Robert Renwick 1:47,38         | 7:07,89   | -0:03,39   | 2007. március 30.    | Melbourne         | 7:11,28     | David Carry 1:48,16 Robert Renwick 1:46,98 Simon Burnett 1:47,20 Ross Davenport 1:46,98     |
| 2008. augusztus 12. | Peking    | Úszás        | Férfi 200 m gyorsúszás a 4× 200 gyorsúszás selejtezőjében | David Carry                                                                                        | 1:46,47   | -0:00,12   | 2005. augusztus 5.   | Sheffield         | 1:46,59     | Simon Burnett                                                                               |
| 2008. augusztus 13. | Peking    | Úszás        | Férfi 200 m mellúszás Elődöntő                            | Kristopher Gilchrist                                                                               | 2:10,27   | -0:00,05   | 2007. augusztus 23.  | Chiba, Japan      | 2:10,32     | Kristopher Gilchrist                                                                        |
| 2008. augusztus 13. | Peking    | Úszás        | Férfi 4×200 m gyors úszás Döntő                           | David Carry 1:46,78 Andrew Hunter 1:46,73 Robert Renwick 1:46,16 Ross Davenport 1:46,25            | 7:05,92   | -0:01,97   | 2008. augusztus 12.  | Peking            | 7:07,389    | David Carry 1:46,47 Andrew Hunter 1:46,88 Ross Davenport 1:47,15 Robert Renwick 1:47,38     |
| 2008. augusztus 14. | Peking    | Úszás        | Női 800 m gyors úszás Selejtező                           | Rebecca Adlington                                                                                  | 8:18,06   | -0:01,16   | 2008. április 3.     | Sheffield         | 8:19,22     | Rebecca Adlington                                                                           |
| 2008. augusztus 14. | Peking    | Úszás        | Női 200 m hátúszás Selejtező                              | Elizabeth Simmonds                                                                                 | 2:08,66   | -0:00,08   | 2002. július 30.     | Barcelona         | 2:08,74     | Rebecca Adlington                                                                           |
| 2008. augusztus 15. | Peking    | Kerékpározás | Férfi sprint Negxeddöntő                                  | Chris Hoy Jason Kenny Jamie Staff                                                                  | 42,95     | 0:00,88    | 2007. március 29.    | Palma de Mallorca | 43.830      | Ross Edgar Chris Hoy Craig MacLean                                                          |
| 2008. augusztus 15. | Peking    | Kerékpározás | Férfi egyéni üldözéses Negxeddöntő                        | Bradley Wiggins                                                                                    | 4:15,031  | -0:00,134  | 2004. augusztus 20.  | Athén             | 4:15,165    | Bradley Wiggins                                                                             |
| 2008. augusztus 15. | Peking    | Kerékpározás | Női egyéni üldözéses Negxeddöntő                          | Wendy Houvenaghel                                                                                  | 3:28,443  | -00:02,598 | 2008. március 28.    | Manchester        | 3:31,041    | Rebecca Romero                                                                              |
| 2008. augusztus 16. | Peking    | Úszás        | Női 800 m gyorsúszás Döntő                                | Rebecca Adlington                                                                                  | 8:14,10   | -0:03,194  | 2008. augusztus 11.  | Peking            | 8:18,06     | Rebecca Adlington                                                                           |

### Nemzetközösségi rekordok
| Új rekord           | Új rekord | Új rekord    | Új rekord                          | Új rekord                         | Új rekord | Új rekord | Régi rekord         | Régi rekord | Régi rekord | Régi rekord       |
| Dátum               | Helyszín  | Sport        | Esemény                            | Versenyző                         | Rekord    | Eltérés   | Dátum               | Helyszín    | Rekord      | Versenyző         |
| ------------------- | --------- | ------------ | ---------------------------------- | --------------------------------- | --------- | --------- | ------------------- | ----------- | ----------- | ----------------- |
| 2008. augusztus 10. | Peking    | Úszás        | Női 400 m gyorsúszás Selejtező     | Rebecca Adlington                 | 4:02,24   | -0:00,56  | 2008. július 13.    | Liverpool   | 4:02,80     | Rebecca Adlington |
| 2008. augusztus 12. | Peking    | Úszás        | Női 100 m hátúszás Döntő           | Gemma Spofforth                   | 59,38     | -0:00,21  | 2008. március 24.   | Sydney      | 59,59       | Emily Seebohm     |
| 2008. augusztus 14. | Peking    | Úszás        | Női 800 m gyors úszás Selejtező    | Rebecca Adlington                 | 8:18,06   | -0:01,16  | 2006. április 3.    | Sheffield   | 8:19,22     | Rebecca Adlington |
| 2008. augusztus 15. | Peking    | Kerékpározás | Férfi sprint Negxeddöntő           | Chris Hoy Jason Kenny Jamie Staff | 42,95     |           |                     |             |             |                   |
| 2008. augusztus 15. | Peking    | Kerékpározás | Férfi egyéni üldözéses Negxeddöntő | Bradley Wiggins                   | 4:15,031  | -0:00,134 |                     |             |             |                   |
| 2008. augusztus 16. | Peking    | Úszás        | Női 800 m gyorsúszás Döntő         | Rebecca Adlington                 | 8:14,10   | -0:03,194 | 2008. augusztus 11. | Peking      | 8:18,06     | Rebecca Adlington |

### Európa-rekordok
| Új rekord           | Új rekord | Új rekord    | Új rekord                          | Új rekord                         | Új rekord | Új rekord | Régi rekord         | Régi rekord | Régi rekord | Régi rekord       |
| Dátum               | Helyszín  | Sport        | Esemény                            | Versenyző                         | Rekord    | Eltérés   | Dátum               | Helyszín    | Rekord      | Versenyző         |
| ------------------- | --------- | ------------ | ---------------------------------- | --------------------------------- | --------- | --------- | ------------------- | ----------- | ----------- | ----------------- |
| 2008. augusztus 12. | Peking    | Úszás        | Női 100 m hátúszás Döntő           | Gemma Spofforth                   | 59,38     | -0:00,03  | 2008. március 21.   | Eindhoven   | 59,41       | Anastasia Zueva   |
| 2008. augusztus 14. | Peking    | Úszás        | Női 800 m gyors úszás Selejtező    | Rebecca Adlington                 | 8:18,06   | -0:00,74  | 2007. március 30.   | Melbourne   | 8:18,80     | Laure Manaudou    |
| 2008. augusztus 15. | Peking    | Kerékpározás | Férfi sprint Negxeddöntő           | Chris Hoy Jason Kenny Jamie Staff | 42,95     |           |                     |             |             |                   |
| 2008. augusztus 15. | Peking    | Kerékpározás | Férfi egyéni üldözéses Negxeddöntő | Bradley Wiggins                   | 4:15,031  | -0:00,134 |                     |             |             |                   |
| 2008. augusztus 16. | Peking    | Úszás        | Női 800 m gyorsúszás Döntő         | Rebecca Adlington                 | 8:14,10   | -0:03,194 | 2008. augusztus 11. | Peking      | 8:18,06     | Rebecca Adlington |

### Olimpiai rekordok
| Új rekord           | Új rekord | Új rekord    | Új rekord                          | Új rekord                         | Új rekord | Új rekord | Régi rekord          | Régi rekord | Régi rekord | Régi rekord       |
| Dátum               | Helyszín  | Sport        | Esemény                            | Versenyző                         | Rekord    | Eltérés   | Dátum                | Helyszín    | Rekord      | Versenyző         |
| ------------------- | --------- | ------------ | ---------------------------------- | --------------------------------- | --------- | --------- | -------------------- | ----------- | ----------- | ----------------- |
| 2008. augusztus 14. | Peking    | Úszás        | Női 800 m gyors úszás Selejtező    | Rebecca Adlington                 | 8:18,06   | -0:01,61  | 2000. szeptember 22. | Sydney      | 8:19,67     | Brooke Bennett    |
| 2008. augusztus 15. | Peking    | Kerékpározás | Férfi sprint Negxeddöntő           | Chris Hoy Jason Kenny Jamie Staff | 42,95     |           |                      |             |             |                   |
| 2008. augusztus 15. | Peking    | Kerékpározás | Férfi egyéni üldözéses Negyeddöntő | Bradley Wiggins                   | 4:15.031  | -0:00,134 | 2004. augusztus 20.  | Athén       | 4:15,165    | Bradley Wiggins   |
| 2008. augusztus 16. | Peking    | Úszás        | Női 800 m gyorsúszás Döntő         | Rebecca Adlington                 | 8:14,10   | -0:03,194 | 2008. augusztus 11.  | Peking      | 8:18,06     | Rebecca Adlington |

### Világrekord
| Új rekord           | Új rekord | Új rekord    | Új rekord                  | Új rekord                         | Új rekord | Új rekord | Régi rekord         | Régi rekord        | Régi rekord | Régi rekord |
| Dátum               | Helyszín  | Sport        | Esemény                    | Versenyző                         | Rekord    | Eltérés   | Dátum               | Helyszín           | Rekord      | Versenyző   |
| ------------------- | --------- | ------------ | -------------------------- | --------------------------------- | --------- | --------- | ------------------- | ------------------ | ----------- | ----------- |
| 2008. augusztus 15. | Peking    | Kerékpározás | Férfi sprint Negxeddöntő   | Chris Hoy Jason Kenny Jamie Staff | 42,95     |           |                     |                    |             |             |
| 2008. augusztus 16. | Peking    | Úszás        | Női 800 m gyorsúszás Döntő | Rebecca Adlington                 | 8:14,10   | -0:02,12  | 1989. augusztus 20. | Sydney, Ausztrália | 8:16,22     | Janet Evans |